# Tenisz
A tenisz ütővel játszott labdajáték, amely egyes vagy páros formában játszható. A játék célja pályán tartani a labdát, lehetőleg úgy, hogy az ellenfél erre ne legyen képes. A teniszben játékokat (angolul game), illetve játszmákat (szett, angolul set) kell nyerni. Az előre meghatározott számú szettet nyerő játékos vagy páros nyeri a mérkőzést.
A tenisz őse egy francia eredetű labdajáték, a jeu de paume Angliában vált népszerűvé, és ott fejlődtek ki a ma is űzött játék szabályai. Az első tenisztornát is ott rendezték, 1876-ban. 1877-től rendezik folyamatosan a ma is a legerősebbek közé tartozó wimbledoni tornát. Amerikában 1881-ben rendezték meg a mai US Open, Párizsban 1891-ben a mai Roland Garros és Ausztráliában 1905-ben a mai Australian Open elődjét. Ma is ez a négy torna a legrangosabb, és együttesen a Grand Slam nevet viselik. Kiemelkedő eredménynek számít bármelyik egyéni Grand Slam-torna megnyerése, és a legnagyobb dicsőség, ha valaki egy naptári éven belül nyeri meg mind a négy nagy tornát. 2023-ig ez csupán öt versenyzőnek sikerült. Azt, hogy pályafutása során legalább egyszer mind a négy tornát sikerült megnyernie, a tenisz történetében további 12 játékos mondhatja el magáról.
A hivatásos teniszezők érdekeinek képviseletére alakult szervezetek – az ATP a férfiak, a WTA pedig a nők számára – külön rendezik a versenyeket, és tartják nyilván a ranglistapontokat. A tenisz nemzetközi szervezetének, az 1913-ban alakult Nemzetközi Teniszszövetség (ITF)-nek 210 nemzeti szövetség a tagja. Az ITF szervezi az országok közötti csapatversenyeket: a férfiaknál Davis-kupa, a nőknél Fed-kupa, valamint a vegyes összetételű csapatok számára rendezett Hopman-kupa-versenyeket, és felügyeli a Grand Slam-tornákat. Az ATP és a WTA magasabb díjazású versenyeinek kiegészítéseként versenyeket szervez az alacsonyabb ranglistahelyezéssel rendelkezők, valamint a fiatalok számára. Az ITF szervezésében zajlanak a 18 év alattiak különböző korosztályai, valamint a szeniorok és a kerekesszékes versenyzők számára rendezett versenyek. A tenisz 1896–1924 között, majd 1988-tól ismét a nyári olimpiák része.
Kialakulását követően a tenisz sokáig az arisztokrácia és a tehetősebb rétegek sportja volt. Mára közkedvelt sport és szabadidős tevékenység lett, megnőtt az amatőrök száma, minden korosztály, minden társadalmi réteg űzheti. A problémát elsősorban a pályák korlátozott száma jelenti, s ez persze a költségeket is növeli, mert maga a felszerelés egyébként nem különösebben drága.

## A tenisz története

### A szó eredete
A középkorban, amikor a franciák ütőlabdajátékot játszottak (még gyakran puszta kézzel vagy bőrkesztyűvel), az adogató gyakran elkiáltotta magát, amikor odaütötte a labdát ellenfelének: Tenez! (’fogja!’). A tenir ige felszólító alakját a korabeli franciában így ejtették: 'tenéc'. Később, amikor az angolok átvették a játékot és a hozzá tartozó terminológiát, a szót 'tenis'-nek hallották. Innen jön a tennis, magyarul a tenisz szó.

### A játék előzményei és létrejötte

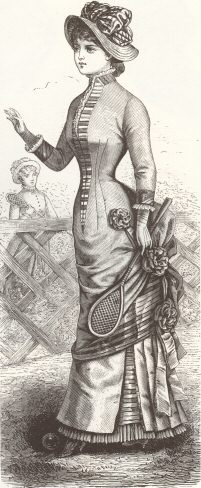
Így nézett ki egy teniszezőnő 1881-ben

A tenisz francia eredetű ütős labdajáték (jeu de paume) angolok által továbbfejlesztett változata. Az azincourt-i csata (1415) után Charles d’Orléans herceg angol fogságba esett. A Norfolk grófságban lévő Wingfieldben tartották fogva két évtizeden keresztül. Ez alatt az idő alatt a fogoly bevezette Angliában az ütőlabdajátékot, amit ő maga csaknem minden nap űzött. A modern tenisznek az arisztokrácia által kedvelt, teremben játszott elődjét az angolszász kultúrában „valódi tenisz” (real tennis), Angliában „királyi tenisz” (royal tennis) néven emlegették, már középkori királyok (így V. Henrik, VIII. Henrik) is űzték, ebből eredően a „királyok sportjának” is nevezték.
A források szerint a tenisz csaknem négy évszázaddal később, 1858 és 1870 között jött létre mai formájában.
1858-ban a sportkedvelő Harry Gem jogász létrehozott egy – a mai teniszpályákhoz hasonló – pályát saját birtokán. 1863 körül Walter Clopton Wingfield tiszt, a Wingfield várurak és az orléans-i herceg fogva tartójának, John Wingfieldnek egyenes ági leszármazottja 1874-ben „Sphairistike” (gör. ’labdajáték’) néven kereskedelmi forgalomba hozott egy készletet, amelyben két hálótartó vas, a háló, két teniszütő, indiai gumiból készült labda, valamint a játékszabályok leírása volt. Wingfield spairistike-je (lawn tennis, royal tennis) a francia jeu de paume (angolul: real tennis) továbbfejlesztett változata, amit füvön játszottak. A kaucsuklabdát külön azért fejlesztették ki, hogy megfelelően pattanjon a füvön. Több tenisztörténész szerint Wingfield idejében ültették át a francia terminológia nagy részét is az angol nyelvbe.
Az első tenisztornát valószínűleg M. William Appleton rendezte meg nahanti birtokán, 1876 augusztusában a tornát John Dwight nyerte. Ezek után következett az első wimbledoni tenisztorna 1877. július 9–16. között: ez tehát a legrégebbi, legnagyobb múltú, ma is létező tenisztorna. Az első tornán 22 férfi teniszező indult, és az angol W. Spencer Gore diadalmaskodott.
Franciaország, ahonnan a jeu de paume származott, csakhamar felismerte a wimbledoni tenisz szépségét, és behódolt. 1878-ban már meg is alakult Dinard-ban (Bretagne) az első francia teniszszövetség. Ebben az időben alakultak az első társaságok Ausztráliában is. Gyorsan nőtt az amatőr tenisztornák száma is: Írországban (1879), Franciaországban a mai Roland Garros elődje 1891-ben, az ausztrál kolóniákon, Melbourne-ben (az Ausztrál Opent 1905-ben rendezték meg először). Az Amerikai Egyesült Államokban, Newportban (Rhode Island) is létrejött egy amatőr torna 1881-ben: a mai US Open elődje. A tenisz az 1896-os első olimpiai játékokon is szerepelt.
A Magyar Országos Lawn Tenisz Szövetség 1907. áprilisban alakult meg, augusztusi első rendes közgyűlésén már 15 egyesület 40 pályával képviseltette magát. A szövetség neve a 35. évi rendes közgyűlésen hozott határozat alapján, 1942. március óta Magyar Tenisz Szövetség.
A tenisz tehát a viktoriánus korban keletkezett, és a szabályai is viktoriánusok voltak: a sportot csak a gazdag arisztokrácia gyakorolhatta, így nem volt szükség pénzre a fenntartásához, de nem is lehetett fizetett mesterség. Ez megmagyarázza azt is, miért voltak a hivatásos teniszezők sokáig eltiltva a nagy nemzetközi tenisztornáktól. Annál is inkább, mert a tenisz tekintélyei hatalmukat féltve, nem akartak tőlük független profi teniszezőket bevonni a sportba. A francia tenisztorna, a (Roland Garros) volt az első, amelyik engedélyezte a hivatásos teniszezők részvételét, 1925-ben.
A „Grand Slam” kifejezést 1933-ban két újságíró használta először (John Kieran és Allison Danzig), amikor az ausztrál Jack Crawford megnyerte az ausztrál amatőr tornát, a Roland Garrost és Wimbledont, majd a Forest Hill-i amerikai bajnokságon döntőbe jutott. Ez a négy torna azért emelkedett ki a többi közül, mert egyedül a négy rendező ország diadalmaskodott a Davis-kupán, ami akkoriban a legnagyobb nemzetközi torna volt.
A Davis-kupát Dwight Davis alapította 1900-ban, először csak Nagy-Britannia és az USA részvételével. Később más országok is csatlakoztak, de 1973-ig egyedül Nagy-Britannia, az USA, Ausztrália és Franciaország csapata tudta megnyerni. Donald Budge volt az első teniszező, aki 1938-ban kimondottan a négy Davis-kupa-győztes ország tornáján akart győzelmet aratni, ő volt az első, aki megkísérelte megcsinálni a Grand Slamet, és akinek ez sikerült is. A nők közül ez a bravúr először 1953-ban Maureen Connolly vitte végbe.

### Az „open era”
A modern, professzionális tenisz 1968-ban, az „open erá”-val (hivatásos, profi kor) kezdődött, amikortól a hivatásos teniszezők is indulhattak a különböző tornákon. Az év négy legnagyobb tenisztornája, a Grand Slam-tornák megnyitották kapuikat a hivatásos teniszezők előtt is. A sport lépésről lépésre amatőrből profivá válik. Ekkortól tekinthetjük a sportot modernnek, s ekkor kezdődik meg a statisztikák, rekordok számontartása is. A férfi és női tenisz legfőbb célja a Grand Slam elérése lett: egy naptári éven belül megnyerni mind a négy Grand Slam-tornát. Don Budge már korábban teljesítette ezt, de ekkor még a profi teniszezők nem vehettek részt a bajnokságokon. Rod Lavernek kétszer is sikerült a Grand Slam: az első még a profi kor előtt (1962), a második azonban már 1969-ben. A nők között két versenyzőnek sikerült: Margaret Smith Courtnak (1970) és Steffi Grafnak (1988).

### Kiemelkedő magyar eredmények a Grand Slam-tornákon
A Grand Slam-tornákon a magyar versenyzők közül a Roland Garroson egyéniben 1. helyezést ért el Asbóth József (1947) és Körmöczy Zsuzsa (1958), párosban Taróczy Balázs (1981) és Temesvári Andrea (1986). Taróczy párosban Wimbledonban is győzni tudott, 1985-ben. Babos Tímea 2018-ban és 2020-ban az Australian Openen párosban, valamint 2019-ben és 2020-ban a Roland Garroson párosban.
A junior versenyzők közül 2000-ben Kapros Anikó az Australian Open, 2005-ben Szávay Ágnes a Roland Garros, 2010-ben Fucsovics Márton Wimbledon, 2015-ben Gálfi Dalma a US Open, 2017-ben Piros Zsombor az Australian Open versenyén szerezte meg az első helyet egyéniben. Nagy Adrienn a 2019-es Australian Openen párosban lett bajnok.

## A teniszpálya
A teniszpálya mérete és vonalai
A teniszpályának szigorúan meghatározott méretei vannak. A teljes pálya hossza 26 yard (23,77 méter): egy-egy térfél 13 yard (11,89 méter) hosszú. A pálya szélessége attól függ, egyest vagy párost játszanak. Ha egyest, akkor a szélesség 9 yard (8,23 méter): ekkor a pálya két szélén található másfél yardos (1,37 méteres) folyosók nem számítanak a pályába. Ha párost játszanak, a két folyosó is érvényes: ekkor tehát a pálya szélessége 12 yard (10,97 méter).
- A téglalap alakú pálya két rövidebb oldala az alapvonal. Az alapvonalak közepén található, azokra merőleges, 10 centiméter hosszú, 5 centiméter széles vonalka a középjel. A teniszezők az alapvonal mögül szerválnak. Ha a játékos jobb oldalról adogat, akkor a középjel és a pálya jobb széle közé eső területen áll a szervához.
- Az alapvonalakkal párhuzamosan helyezkedik el a pálya közepén a háló.
- A pálya széleit az oldalvonalak jelzik: van egyes és páros oldalvonal.
- A hálótól mindkét irányra 7 yard (6,4 méter) távolságban egy-egy párhuzamos vonal található: az adogatóvonalak, mindennapi használatban a T vonalak. A T vonal, a háló és az egyes oldalvonalak által behatárolt terület az adogatóudvar: itt kell lepattannia a szervának.
- A pálya közepén található, oldalvonalakkal párhuzamos, T vonalakig tartó vonal a középvonal, hivatalos nevén a közép-adogatóvonal: ez osztja föl az adogatóudvarokat két-két részre. Az adogató a vele átellenes oldalon található adogatóudvarba szervál.

### Borítás
A pálya borítása különféle lehet, ami sok tekintetben befolyásolhatja a játékot. A labda gyorsasága, pattanása (például milyen magasra pattan a labda) függ attól, hogy milyen borítású pályán játszanak a teniszezők.
Főbb borítások:
- Kemény: a kemény pályának különböző típusai vannak: lehet Rebound Ace, Decoturf, aszfalt vagy quick (gyors). A pálya általános jellemzője, hogy gyors, és nagy fizikai felkészültséget igényel.
- Salak: mésztartalmú borítás, apróra tördelt téglából vagy kőből áll. A salakpálya általános jellemzője, hogy lassú. Ennek köszönhető, hogy salakpályán gyakran alakulnak ki hosszú labdamenetek. A Roland Garros a legnagyobb salakos torna.
- Fű: a füves borítás elég ritka, mivel költséges karbantartást igényel. Ez a borítás a leggyorsabb (még ha az utóbbi években lassult is valamennyit), és a labda alacsonyra pattan. Ezek miatt a jellegzetességek miatt a pálya alkalmas támadó teniszre: például szerva-röpte játékra. A labdamenetek általában rövidek. A leghíresebb füves torna Wimbledon.
- Szintetikus: a szintetikus pályáknak különböző fajtái vannak: például Gerflor, Taraflex, Greenset, szőnyeg, néha parketta. Főleg a fedett pályás tornákon alkalmazzák, és gyorsasága miatt leginkább a kemény borításra hasonlít.

### Háló
A hálót a pálya közepén feszítik ki, legfeljebb 8 mm átmérőjű kötélre vagy fémhuzalra, amelyet két hálótartó oszlop tetejéhez rögzítenek. A háló sötét színű, a tetején pedig egy 5–6,53 cm széles fehér szegélyszalag fut végig. A hálónak kellően sűrű szövésűnek kell lennie, hogy a labda ne tudjon áthaladni a réseken.
A hálótartó oszlopok helyzete attól függ, hogy egyes vagy páros mérkőzést játszanak. Páros mérkőzés esetén az oszlopok a páros oldalvonalaktól kifelé 0,914 méterre, míg egyes mérkőzés esetén az egyes oldalvonalaktól ugyanilyen távolságra helyezkednek el. Az oszlopok magassága 1,07 méter.
Amennyiben páros játékhoz kifeszített hálót használnak egyes mérkőzésen is, akkor a hálót két úgynevezett egyesléccel kell alátámasztani ott, ahol az egyes hálóoszlopok lennének – vagyis az egyes oldalvonalaktól 0,914 méterre kifelé. Ez azért szükséges, mert a háló magassága szigorúan szabályozott: a két szélén 1,07 méter, a közepén pedig pontosan 0,914 méter magasnak kell lennie, amit rendszeresen ellenőriznek.

## A játékhoz szükséges eszközök

### Teniszütő

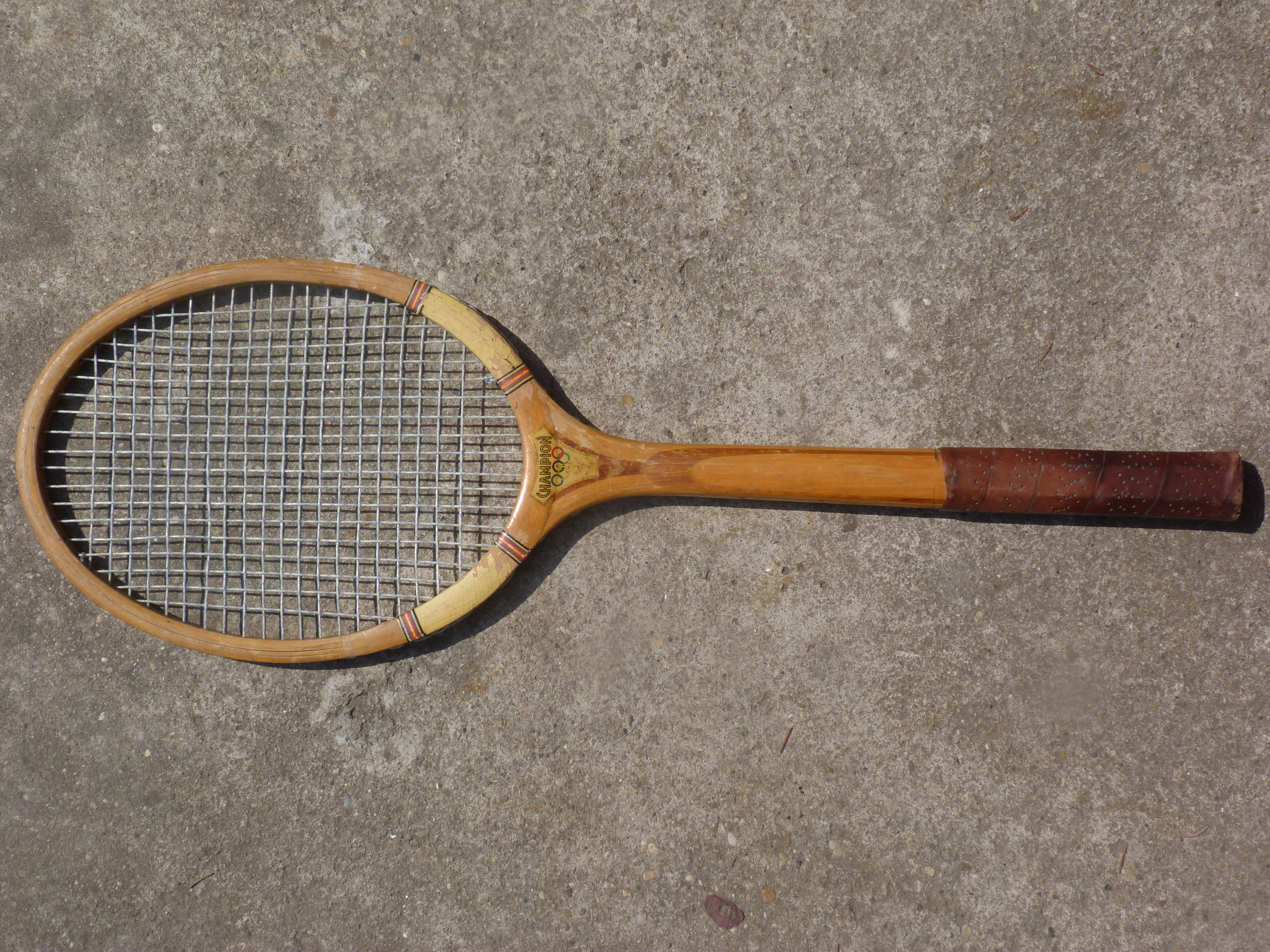
Fából készített, eredetileg bélhúrozású teniszütő, a „rakett”

Az ütőt a 16. század elején találták fel, a jeu de paume-hoz. Eleinte az ütők nagyon különbözőek voltak. A teniszütő készülhet fából (kőrisfa, bükkfa), fémből (acél, duralumínium, titánötvözet), vagy szintetikus rostokból (üveg, szén, esetleg farostok keveréke).
Korábban a faütő volt a jellemző, de az utóbbi évek fejlesztéseinek köszönhetően – amik elsősorban a teniszütő anyagát érintették – az ütő sokkal nagyobb erő kifejtésére lett alkalmas, és könnyebb is lett, ezáltal a sport is kellemesebbé vált. A legtöbb mai ütő kerete többek között grafitot, titánt, acélt tartalmaz. Noha a technológia folyamatosan fejlődik, a profi játékosok általában éveken keresztül ragaszkodnak ahhoz az ütőfajtához, amit megszoktak. Annál is inkább, mert a teniszütőiket általában személyre szabják, hogy minél hatékonyabban tudják használni.
A teniszütő húrjának megválasztása és a húrozás erőssége rendkívül fontos egy teniszező számára. Rengeteg különféle húr létezik (például nylon vagy természetes marha-, ill. juhbél). A teniszütő behúrozott részének mérete szabályozott: szélessége nem lehet nagyobb 29,21 cm-nél, magassága pedig 39,37 cm-nél. Az ütő teljes hossza (tükörtengelye mentén, kerettel és nyéllel együtt) legfeljebb 73,66 centiméter lehet, míg keretének legnagyobb szélessége nem lehet nagyobb 31,75 centiméternél.

### Teniszlabda

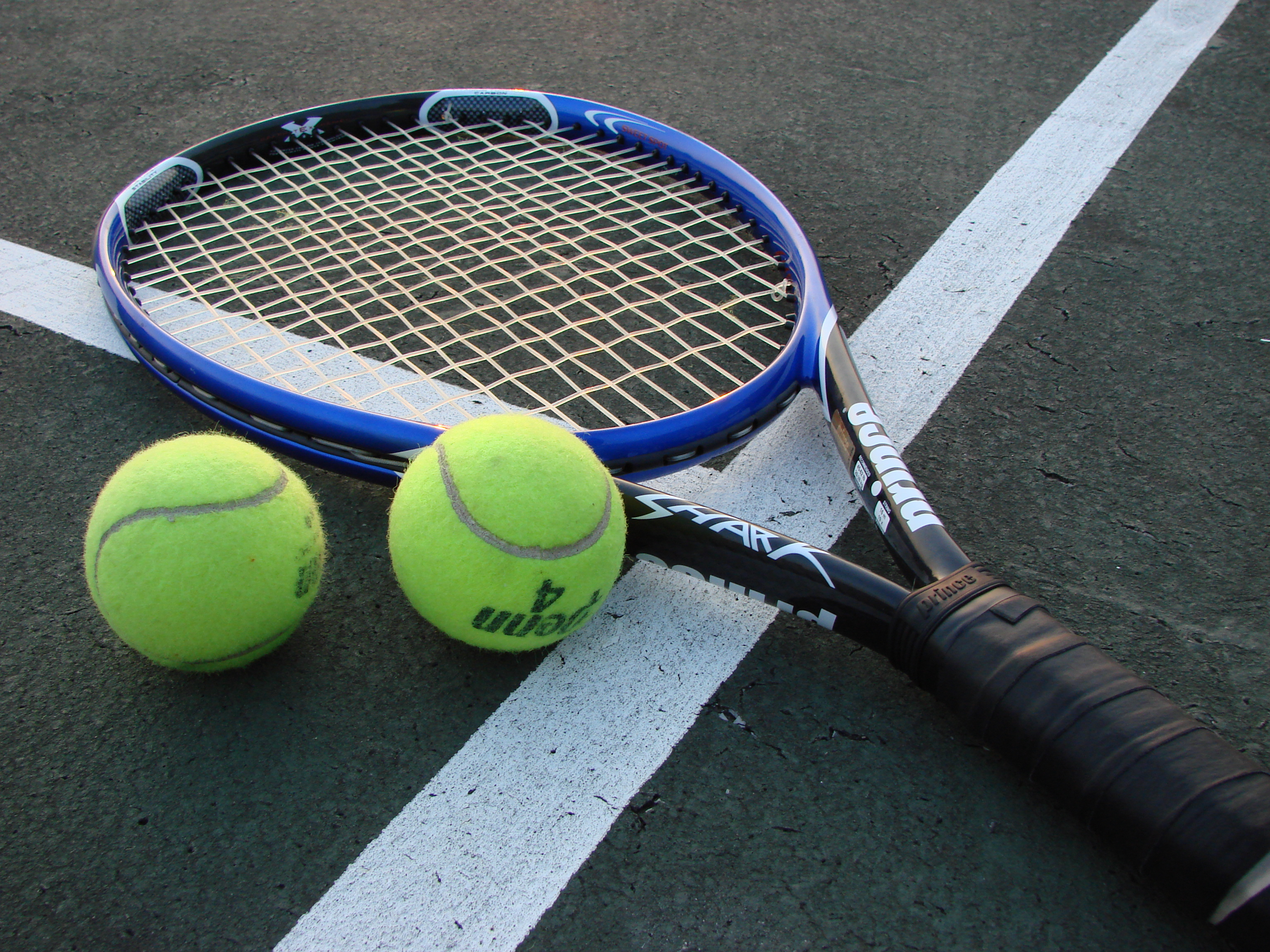
Teniszütő és labda

Habár a mai tenisz eléggé hasonlít a királyi (lawn tennis, royal tennis) teniszre, a két sportág labdája nagyon különbözik egymástól. A királyi változatban lószőrt, puha rongyot vagy más efféle anyagot varrtak bele a bőrbe vagy vászonba. Az új változatban ugyanakkor sokkal puhább labdákra volt szükség, nehogy túlságosan feltúrja a gyepet. 1840-ben Charles Goodyear feltalálta az indiai gumi vulkanizálási technikáját (kénes hőkezelést), amellyel a nyers kaucsuk tulajdonságait javították. Az addig puha, hő hatására folyósodó anyag ezzel keményebbé, és a külső hatásoknak ellenállóvá vált. Az ilyen módon előállított anyag a természetes gumi, amiből már – először tömör, később túlnyomásos – labdát is tudtak gyártani. Ennek köszönhetően a teniszlabda anyaga is megváltozott. A vulkanizált, rugalmas gumiból készült labdában létrehozott túlnyomás a labda kis súlya mellett is magas felpattanást biztosít. Ma a teniszlabda kaucsukból készül, a belsejében levegő van. Kívülről nemez borítja, aminek a nagy versenyeken kötelezően sárgának vagy fehérnek kell lennie.
A teniszlabdára vonatkozó előírások
A teniszlabdák összetétele változhat attól függően, milyen célra készülnek: például csak szabadidős sportoláshoz, amatőr, rendszeres vagy profi teniszhez, felnőtteknek vagy fiataloknak. Az összetételbeli különbségek leglátványosabban a labda teherbíró képességében és élettartamában mutatkoznak meg. A versenyeken használt labdák vannak a legnagyobb terhelésnek kitéve, és ezeknek kell a legnagyobb elvárásoknak is megfelelniük: mindig a lehető legjobban kell pattanniuk stb. Ennek következtében ezek a labdák gyorsabban elhasználódnak.
A teniszlabda átmérőjének 6,350 és 6,668 centiméter között kell lennie, míg súlya 56 és 59,4 gramm között váltakozhat. Ha 254 cm magasról sima felületű aszfalt talajra ejtjük, akkor legalább 134,62, legfeljebb 147,32 centiméterig kell felpattannia. Többféle típusú labda van, annak megfelelően változtatják őket, hogy a mérkőzést milyen borításon játsszák.
Eredetileg a labda színe fehér volt, de aztán sárgára váltottak, hogy a nézők jobban láthassák a lelátóról. Ennek ellenére a fehér színű labda továbbra is szabályos, akár versenyen is lehetne használni.

### Öltözet
Eleinte a tenisz gyorsabban fejlődött, mint a divat, így a teniszezők nyakkendőben, fűzőben játszottak. Később (a nőknél) egyre inkább feltűntek a szoknyák a teniszpályán, és a teniszezőnők azon rivalizáltak, kinek van elegánsabb ruhája. Suzanne Lenglen teremtette meg a női sportoló imázsát: ő lett a divatikon a teniszvilágban.
Wimbledon a maga részéről a konzervativizmus bástyája maradt. Miközben a tenisztornák engedélyezték a részt vevő teniszezőknek, hogy színes öltözetben lépjenek pályára, Wimbledonban kötelező maradt a teljesen fehér ruha.
Az 1980-as években a teniszruhák tovább modernizálódtak: egyre lezserebbek és kényelmesebbek lettek. Bevezették a rövidnadrágot, és a férfiaknál az inget is felváltotta lassan a pólóing (főleg René Lacoste hatására). A nők szoknyát, ruhát hordtak, majd fokozatosan bevezették a sortot és az ujjatlan pólót is. Az 1990-es években az új anyagok, köztük a poliészter bevezetésével a ruhák egyre kényelmesebb viseletté váltak. Manapság a leggyakoribb öltözet a férfiaknál a rövidnadrág és a pólóing, a nőknél a sort és az ujjatlan póló, de némelyik férfi teniszező is szereti az ujjatlan pólót, és a nőknél is fennmaradt a csinos ruhák divatja.

## Alapvető ütések
A teniszben 8 alapvető ütés van: a szerva, a tenyeres, a fonák, a röpte, a félröpte, a lecsapás, a rövidítés és az átemelés. További ütésfajta a nyesés és a pörgetés. Az ütés iránya szerint megkülönböztetünk keresztütést, egyenes ütést vagy elütést.

### Szerva
A szerva vagy más néven adogatás kezdi a labdamenetet. Az adogatójátékos feldobja a labdát, magasan a levegőben megüti az ütőjével: a labda a háló érintése nélkül az ellenfél térfelén található átellenes adogatóudvarban pattan le. Az adogatójátékos nem tehet lépéseket szerválás közben, ezzel ugyanis félrevezethetné az ellenfelét. Ha az adogató ellép az eredeti helyéről a szervamozdulat közben, vagy rálép az alapvonalra, az hibának minősül. Az adogatás akkor is szabályos, ha az adogató nem fej fölül szervál (nem dobja fel a labdát), hanem lepattintja a földre, és alulról üti át. Ebben az esetben azonban a szerva lassú lesz, és az ellenfél könnyen megtámadhatja.
Többféle szerva létezik, fő típusai: lapos, pörgetett (topspin), csavart (twist), nyesett (sliced).

### Tenyeres ütés
A tenyeres ütés a test jobb oldalán indul (jobbkezes játékos esetében), a labda érintése után elhalad a test előtt, majd a bal oldalon fejeződik be. Ehhez különféle ütőfogásokat használnak, amelyek az idők folyamán rendre változnak. A legfontosabbak: a kontinentális (continental), a keleti (eastern), a közép-nyugati (semi-western) és a nyugati (western).
Az 1920-as években a kis termetű, látszólag törékeny Bill Johnston tenyeresét tekintették minden idők legjobbjának. Ő ezt vállmagasságban nyugati fogással ütötte. Néhány élvonalbeli játékos még az 1920-as évek után is használta ezt a technikát, de a 20. század végére az ütéstechnika és a felszerelések radikálisan megváltoztak – nagyobb lett a hátralendítés. Az ütőfogástól függetlenül a tenyerest általában félkézzel ütik, de néhány élvonalbeli játékos kétkezes tenyerest használ. Az 1940-es és 1950-es években az ecuadori-amerikai Pancho Segura alkalmazott kétkezes tenyerest a nálánál jóval erősebb fizikumú ellenfelekkel szemben, átütő eredménnyel. Az ezredfordulón főleg a francia Fabrice Santoro és Szeles Mónika ütötte így a labdát, azóta pedig a francia Marion Bartoli, a kínai Peng Suaj, a cseh Lucie Hradecká és a japán Morita Ajumi használ kétkezes tenyerest.
Labdamenet közben sok játékos változtatja meg az ütőfogást attól függően, hogy milyen ütést szeretne ütni: pl. a nyesést és a szervát kontinentális fogással ütik.

### Fonák ütés
A fonák ütés a test bal oldalán indul (jobbkezes játékos esetén), a test előtt keresztben folytatódik miközben érinti a labdát, majd a test jobb oldalán fejeződik be. Ütés közben lehet félkézzel vagy két kézzel fogni az ütőt. Általánosan elfogadott, hogy sokkal bonyolultabb, mint a tenyeres ütés. A XX. században általában félkézzel ütötték keleti vagy kontinentális fogással. Az első figyelemre méltó játékosok akik a kétkezest választották az 1930-as években Vivian McGrath és John Bromwich, általánosan az 1970-es években terjedt el, Björn Borg, Chris Evert, Jimmy Connors, később Mats Wilander és Marat Safin használta eredményesen. Napjainkban nagyon sokan választják, például Rafael Nadal és Serena Williams. A kétkezessel könnyebb irányítani a labdát, míg az egykezessel jobban lehet nyesni, nagyobb hátrapörgést lehet generálni, ami alacsonyabb röppályát és pattanást eredményez. Két kézzel kisebb távolságra lehet kinyújtani az ütőt. Minden idők legjobb egykezes fonák játékosának Don Budge-t tartják, aki az 1930-as és 1940-es években hatalmas topspint vitt az ütéseibe. A másik figyelemre méltó egykezes fonák játékos az 1950-es és 1960-as években Ken Rosewall a nagyon akkurátus fonák nyeséseiről volt híres. A játékosok egy szűk csoportja, például Szeles Mónika mindkét oldalon kétkezes ütőfogást használ.

### További alapvető ütések
Az alapütések mellett az alábbi alapvető ütésfajtákat különböztetjük meg:
A röpte onnan kapta a nevét, hogy nem várjuk meg, amíg a labda lepattan, hanem felszaladunk a hálóhoz és a levegőben, röptében ütjük vissza a labdát (tenyeressel vagy fonákkal).
A félröpte esetében a labdát közvetlenül azután ütjük meg, hogy az a talajról felpattant a térfelünkön. Nevezik dropból való, vagy felszálló ágban levő ütésnek is.
A lecsapás az adogatáshoz hasonló ütés, amelyet a pályán belülről hajtunk végre, amikor túl magas labdát kapunk s „lecsapjuk” az ellenfél térfelére (lehetőleg úgy, hogy képtelen legyen a visszaadására).
Az átemelés az, amikor az ellenfél egy röptézéshez felszalad a hálóhoz, és átemeljük a labdát magas ívben a feje fölött úgy, hogy az még a játéktéren érjen földet.
A rövidítés az az ütésfajta, amikor a hálóhoz befutó játékos lábához nyessük a labdát, megnehezítve a visszaütést. Speciális formája az ejtés, amelynél az ellenfél az alapvonalnál vagy még távolabb áll, és ekkor a labdát kicsit megnyesve gyengén úgy ütjük meg, hogy az közvetlenül a  háló mögé essen.

### További ütésformák
A nyesés és a pörgetés kétfajta pörgésfajta: a nyesés esetében elnyesünk a labda alatt, amely így az ellenfél térfelén alig pattan fel, a pörgetés esetén pedig a teniszütő fölfelé ívelő utat jár be a labdával való találkozáskor, amely így magasra pattan az ellenfél térfelén.
Az egyenes ütés az ugyanazon oldalvonal mellett visszaadott labda – gyakran meglepi az ellenfelet, ha keresztben várja a labdát. A keresztütés a pályán átellenben (keresztben) megütött labda. Az elütés a hálóhoz beszaladó vagy már ott tartózkodó ellenfél mellett elütött labda.

## A tenisz szabályai – Game, set, match
Egy teniszmeccs labdamenetekből, játékokból (game), játszmákból (szett) áll. A játék célja pályán tartani a labdát, lehetőleg úgy, hogy az ellenfél erre ne legyen képes. Szabályos ütés, ha a játékos a labdát maximum egy lepattanás után visszaadja az ellenfél térfelére úgy, hogy a saját térfelén már nem pattan le, és az ellenfél térfelén is pályára esik. A teniszpálya fent ismertetett vonalai szabják meg az adogatóudvar és a pálya határait. Ha a labda – akár kívülről, és épphogy, de – érinti az adott vonalat, akkor az adott ütés bent van, a labdamenet folytatódhat.
A hivatalos teniszmeccseket bíró irányítja, a vonalakat pedig vonalbírók figyelik, akik, ha a labda kint van outot kiáltanak. A teniszmeccs menete, hossza szigorú szabályokhoz van kötve.

### A pontozás eredete
A tenisz különleges pontozása (15, 30, 40) szintén a jeu de paume-tól származik. A középkorban a 60 volt a legelterjedtebb szimbolikus értelmű szám. Abban az időben vezették be a 60 perces órákat, és egy aranydénár 15 sou-t ért. A francia játékban is a 15 szorzataival számoltak: talán az óra szakaszaira utalva, vagy azért, mert pénzben fogadtak a játékra. Azt nem lehet tudni, hogyan lett a pontszámolásban 40 a 45-ből. Egyesek szerint a játékosok egyszerűen lerövidítették: rövidebb volt kimondani a negyvenet, mint a negyvenötöt. Bár az elméletet sokan vitatják, mindezidáig nem sikerült kielégítőbb magyarázatot találni. A deuce (=egyenlő, 40-40) kifejezés szintén a francia labdajátékra vezethető vissza. 40-40-es állásnál a játékvezető ezt kiáltotta: „à deux” (’kettőre’), amivel azt akarta mondani, a játékosoknak két ponttal kell megnyerniük a játékot. Az angolok szóhasználatában vált az „à deux” deuce-szá. Egy másik elmélet szerint, mivel a teniszben később vezették be azt, hogy 2 ponttal kell nyerni, ezután egyszerűbb volt a 45-ös helyett a 40-es értéket használni, ugyanis ha 40-40-re jött ki az állás, tehát deuce, ebben az esetben a további két pontot az óra 50-es illetve 60-as jelzése prezentálhatta.

### Labdamenet
A labdamenet szabályait a nemzetközi szövetség által kiadott szabálykönyv az alábbiak szerint rögzíti:
A labdamenetet az adogató kezdeményezi, aki saját térfelén az alapvonal mögül bal vagy jobb oldalról szervál. Adogatás közben nem változtathatja meg a helyét lépésekkel, és a labda elütésének pillanatáig nem léphet rá az alapvonalra, valamint nem lépheti át.
A szerva akkor szabályos, ha a labda lepattanás nélkül átrepül a hálón, majd az ellenfél térfelén a megfelelő (az adogató pozíciójával átellenes oldalon található) adogatóudvarban pattan le (a T vonal és a középvonal által behatárolt rész).
Ha a labda elütése előtt a játékos rálép vagy átlépi az alapvonalat, ha a szerva saját térfélen lepattan, a hálóban megakad vagy az ellenfél térfelén a megfelelő adogatóudvaron kívülre esik (out, azaz hosszú vagy széles), szabálytalan. Ebben az esetben az adogató egy alkalommal ugyanarról az oldalról megismételheti a szervát (második szerva). Ha az adogató a második szervát is elrontja, az kettőshiba: vagyis a labdamenetet automatikusan az ellenfél nyeri.
Ha a szerva hálót ér, de átesik az ellenfél oldalára, két eset lehetséges: vagy beesik a megfelelő adogatóudvarba (a szerva „necces”): ekkor az adogató újra első szervát üthet, vagy – ha már a második szervája volt necces – megismételheti a második szervát is. Ha azonban a labda megcsúszik a hálón és nem esik be a megfelelő adogatóudvarba: a szerva rontottnak minősül.
Ha az adogató sikeres szervát üt, az ellenfélnek vissza kell adnia. Az nincs meghatározva, hogy pontosan hol kell fogadni az adogatást, általában az alapvonal közelében szokták – attól függően, milyen erősségű az ellenfél szervája. Viszont a fogadó azt nem teheti meg, hogy a szerva lepattanása előtt – röptével – beleér a labdába.
Ha a fogadónak nem sikerül visszaadnia a szervát, az ász (a fogadó bele sem ér a labdába) vagy ász értékű (beleér, de nem tudja pályán tartani). Mindkét esetben az adogatóé a pont. Ha a fogadó megfelelően vissza tudja adni a szervát, folytatódik a labdamenet. A szervafogadást más néven returnnek is nevezik. A return akkor megfelelő, ha a labdát egy lepattanás után sikerül visszaütni az ellenfél térfelére. A labda megütése után saját térfélen soha nem pattanhat le a labda.
A labdamenet addig tart, amíg valaki nem ront, vagy be nem fejezi a menetet egy nyerő ütéssel (amibe az ellenfél nem tud beleérni egy lepattanás után). Rontást jelent, ha a játékos térfelén a labda a megütése előtt egynél többször lepattan (= az ellenfél nyerőt üt), ha a labda megütése után saját térfélen lepattan, ha a játékos hálóba üti, vagy ha kiüti a pályáról (vagyis a labda megütése után az a pályán kívül pattan le először). Ha labdamenet közben a labda hálót ér, de pályán belül pattan le (necces), az ütés szabályos, a menet folytatódik (de ha az egyik játékos hálóról áteső labdával nyeri a pontot, általában kézfeltartással elnézést kér ellenfelétől). A játékosnak nem feltétlenül kell megvárnia, amíg lepattan a labda a térfelén: beszaladhat a hálóhoz és röptézhet is.

### Játék (game)

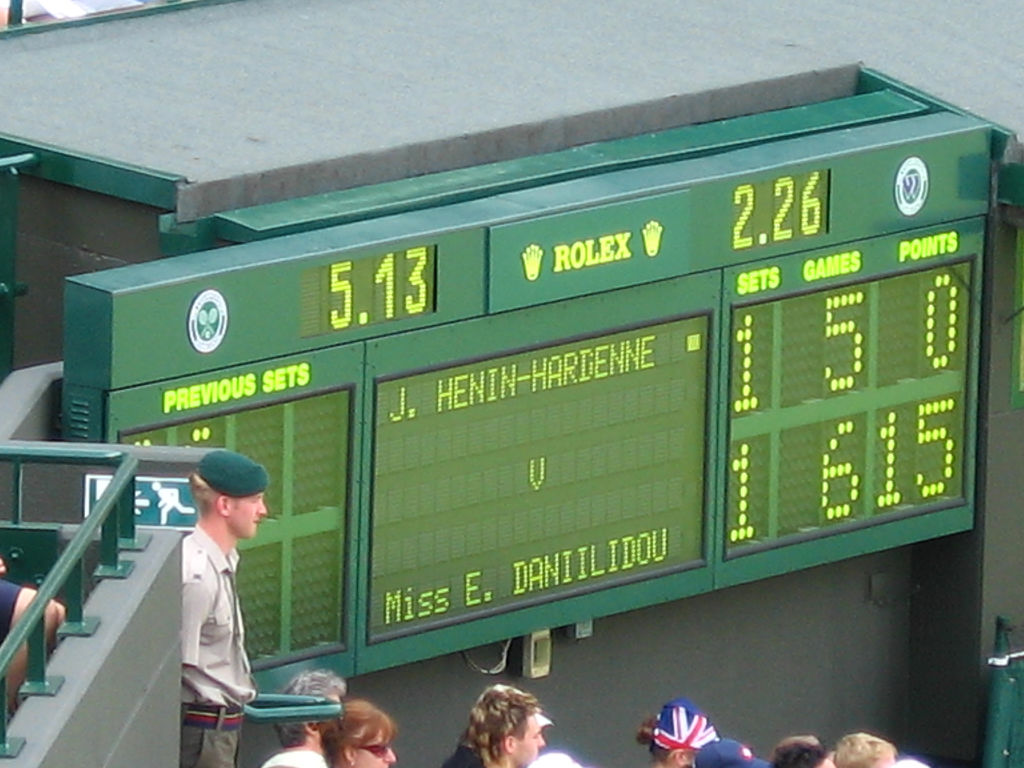
Eredményjelző tábla Wimbledonban.
Az első két szett eredménye 1–1,
a harmadik szettben 6–5-re vezet az alsó versenyző,
és a jelenlegi game első labdamenetét is megnyerte (0–15), fogadóként

A játék (game) szabályait a szabálykönyv az alábbiak szerint rögzíti:
Egy játék (game) alatt csak az egyik játékos adogat. Azt, hogy ki kezdi el az adogatást egy meccsen, pénzfeldobással döntik el: a nyertes eldöntheti, adogatni vagy fogadni szeretne.
Az adogató mindig a pálya jobb oldaláról kezdi a szervát (a középjeltől jobbra eső és az oldalvonal közötti területen, az alapvonal mögött). Ezek után labdamenetenként felváltva szervál a jobb és bal oldalról, egészen addig, amíg valamelyikük meg nem nyeri a game-et.
A game megnyeréséhez a teniszezőnek legalább négy labdamenetet meg kell nyernie, akár adogatóként, akár fogadóként. Az adogatónak elvileg mindig több esélye van megnyerni a saját adogatását, hiszen egy jó szervával a kezében tarthatja és irányíthatja a labdamenetet.
A megnyert labdameneteket a hagyományos pontozás szerint jelölik. Első pont: 15, utána 30, 40. Mindig az adogató pontszámát mondják először, ha megnyeri az első labdamenetet: 15-0: tizenöt-semmi (fifteen-love), ha elveszti: 0-15: semmi-tizenöt (love-fifteen). Ha az állás 15-15 vagy 30-30, a bíró a következőt mondja: 15-mind (fifteen-all), 30-mind (thirty-all). A játékot két ponttal kell megnyerni, 40-mind, vagyis deuce vagy egyenlő után valamelyik játékos előnybe kerül (advantage, előny az adogatónál, előny a fogadónál). Előny után nem számolnak tovább: ha az illető játékos elveszti az előnyét, a pontok visszaállnak 40-40-re, deuce-ra.
Ha az egyik játékos elérte a 40-et és nincs egyenlő, vagyis előnye van, akkor labdája van a game megnyeréséhez (gamepoint). Ha ez a fogadó játékos, akkor ez a gamepoint egyben breakpoint is (bréklabda): vagyis lehetősége van elvenni az ellenfél adogatását, „megbrékelni” ellenfelét. Ha az adogató nem tudja hárítani a bréklabdát, akkor elveszti az adogatását és hátrányba kerül.
Ha az adogató semmire hozza az adogatását (a fogadó nem szerez pontot), azt love-game-nek nevezzük. Fordított helyzet is lehetséges: ha az adogató semmire veszíti el az adogatását. A felek játékonként felváltva adogatnak, ha valamelyikük elvesztette az adogatását, lehetősége van visszavenni az elvesztett adogatógémet, tehát ledolgozni brékhátrányát, vagy – ellenkező esetben – megerősítheti brékelőnyét is egy jó adogatással. A játékosok minden páratlan játék után térfelet cserélnek.

### Játszma/szett (set)
A teniszmeccs legnagyobb egységei a játszmák. Egy játszma megnyeréséhez legalább 6 játékot kell nyerni két pont különbséggel. Elképzelhető, hogy a 6 nyert játék nem elegendő, mert 6–5-ös állásnál nincs meg a két pont különbség, ezért a játék tovább folytatódik. Ha valamelyik játékos már megnyert 5 játékot, a játszma kritikus ponthoz érkezik: vagy az ellenfélnek kell a játszmában maradásért adogatnia, vagy ha ő maga brékelőnyben van, esetleg adogathat a szettért. Ha mindkét játékos 6-6 játékot nyer (tehát például mindig mindenki hozza az adogatását), akkor rövidített játék, tie-break következik. A tie-breaket mindig az adogatásban soron következő játékos kezdi. Csak egy labdamenetben adogat (jobbról balra), utána váltanak: a másik következik két adogatással (balról, majd jobbról), és ettől fogva kettesével cserélnek. A rövidített játék 7 pontig tart, de itt is két ponttal kell nyerni. Mivel váltogatják a szervát, csak egy-egy labdamenetet lehet nyerni a másik adogatásánál: ezeket minibreaknek nevezzük. Ha a játékosok tie-breakben szerzett pontjainak összege osztható hattal, akkor térfelet cserélnek. Ha valamelyik játékosnak már csak egyetlen pont kell ahhoz, hogy megnyerje a játszmát, akkor szettlabdája (setpoint) vagy más néven játszmalabdája van. Amelyik játékos megnyeri a tie-breaket, azé a szett is 7-6-ra. A rövidítést 1973-ban vezették be, hogy lerövidítsék a végeérhetetlen meccseket, amelyekben az összes játszmát két játék különbséggel kellett nyerni.
Az eddigi leghosszabb szett (70–68) 2010-ben, a wimbledoni teniszbajnokság 1. fordulójában John Isner és Nicolas Mahut egymás elleni küzdelme során alakult ki, amelyet 11 óra és 5 percnyi játékidő után Isner nyert meg. A játszma összesen 711 labdamenetből állt; lebonyolítása 3 napon át tartott.

### Mérkőzés (match)
A mérkőzés (match) a szabálykönyv szerint:
Egy egyéni meccs – nemtől vagy tornától függően – tarthat két vagy három nyert játszmáig. A nők minden esetben, a férfiak a kisebb versenyeken és az ATP Masters Series tornákon két nyert szettig játszanak, a Davis-kupán és a Grand Slam-tornákon viszont a férfiaknál minden fordulóban három játszma kell a győzelemhez. A kisebb tornákon döntő játszmát is eldönthet tie-break, a Grand Slam-tornákon azonban a szervezőktől függnek a döntő szettes rövidítésre vonatkozó szabályok.
A US Openen a kisebb tornákhoz hasonlóan döntő szettes 6–6-os állásnál klasszikus, azaz hét nyert pontig tartó tie-break következik, Wimbledonban – a 2019-től bevezetett szabály értelmében – 12–12-es állás kialakulása után kerül sor rövidítésre, az Australian Openen pedig – szintén 2019-től kezdve – 6–6-os állásnál úgynevezett championship tie-break következik, azaz nem hét, hanem tíz nyert pontig játszanak a felek. Az utóbbi két tornán azért került sor a módosításra, mert a korábbi években több ízben nagyon hosszú meccsek alakultak ki, amelyek akár napokig elhúzódtak, és ez egyrészt borította a játékrendet (a mérkőzések eredeti kiírását), másrészt a játékosok olyannyira elfáradtak, hogy a győztesnek a következő fordulóban sokszor nem maradt ereje, így esélye sem a továbbjutásra. A Roland Garroson továbbra is érvényben van az a szabály, miszerint a döntő szettben egyáltalán nincs rövidítés, bármeddig tartson a mérkőzés.
A párosok esetén a szabályok kicsit különböznek: minden esetben két szettet kell nyerniük a meccs megnyeréséhez. Ha mindkét pár 1-1 szettet nyert meccs-tie-break (match tie-break, MTB) dönt: ezt minimum tíz megnyert pontig játsszák, és két pont különbséggel kell nyerni.
Ha az egyik teniszező vagy pár már csak egy pontra van a meccs megnyerésétől, akkor meccslabdája van.

### Szabályváltozatok
- Előny nélkül (No advantage): Az a játékos vagy páros, amelyik előbb nyer négy labdamenetet a játékban, megnyeri a játékot, függetlenül attól, hogy az ellenfél hány labdamenetet nyert, és megvan-e a két pontnyi különbség. Három-három nyert labdamenet esetén a fogadó fél határozhatja meg, hogy az adogatás melyik oldalról történjen, de páros esetén a fogadó csapat játékosai nem cserélhetnek helyet. Ezt a szabályt a World Team Tennis[* 3] és a junior páros versenyeken alkalmazzák.[49]
- Egyjátszmás mérkőzés (Pro set): A játékosok egyetlen, nyolc vagy tíz nyert játékig tartó játszmát játszanak, amelyben két játék különbséggel kell nyerni. 8–8 vagy 10–10 állásnál 12 nyert pontig tartó rövidített játék következik, amelynél általában az „előny nélkül” szabályát alkalmazzák.[50]
- Rövidített meccs (Match tie-break): Egyes versenyeken 1–1-es mérkőzés állásnál a harmadik, döntő játszma helyett egy rövidített játékra kerül sor, amely 10 pont eléréséig tart, de a győzelemhez két pont különbség szükséges. Ezt a szabályt alkalmazzák a páros mérkőzések során az ATP- és a WTA-versenyeken; a vegyes párosoknál a Hopman Kupában, valamint a játékosok megegyezése alapján az amerikai szövetség csapatmérkőzésein.[51]

## Játéktípusok

### Hivatalos játékformák

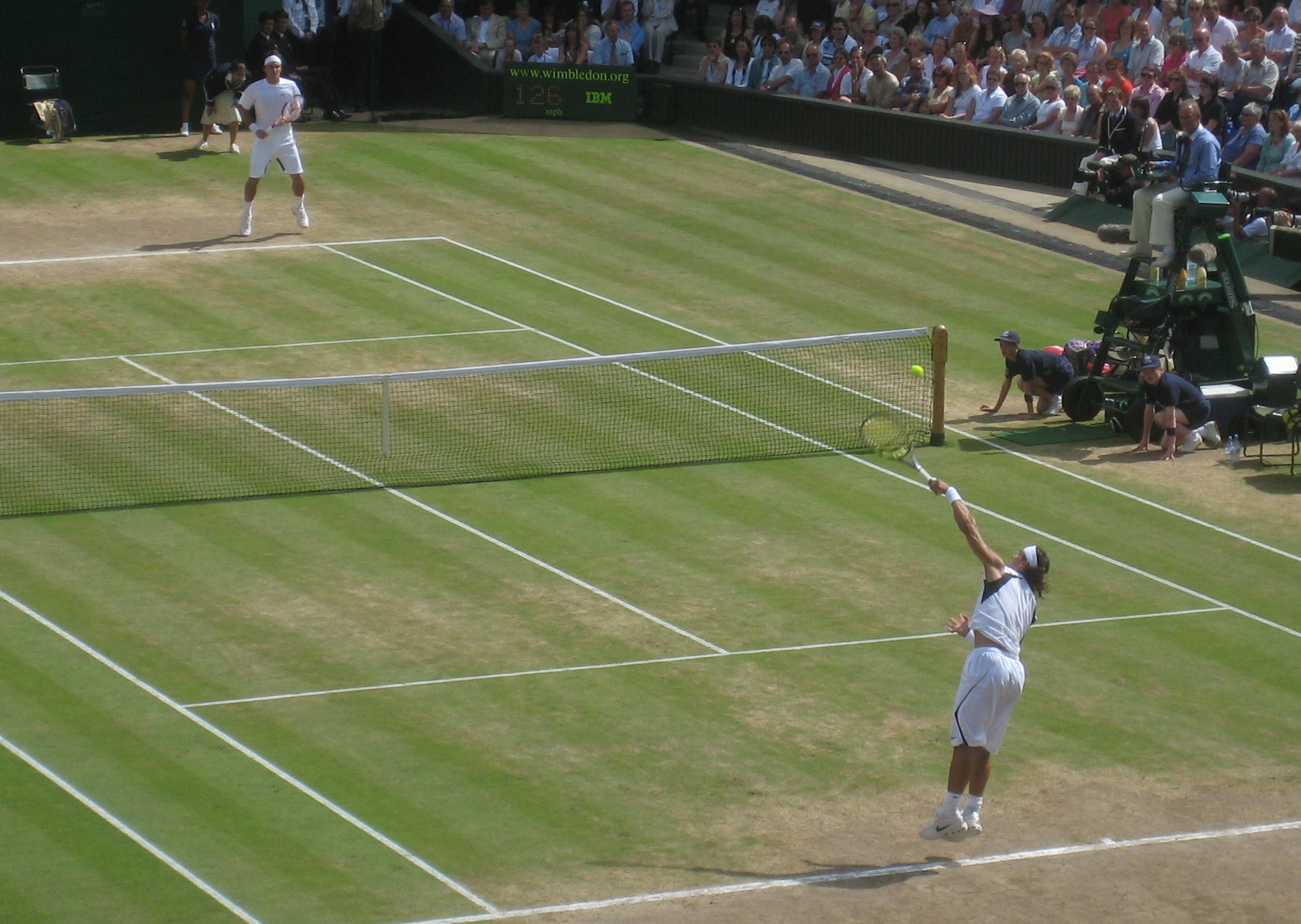
A férfiak döntőjét Rafael Nadal (elöl) és Roger Federer (hátul) vívja (a 2006-os wimbledoni teniszbajnokságban)

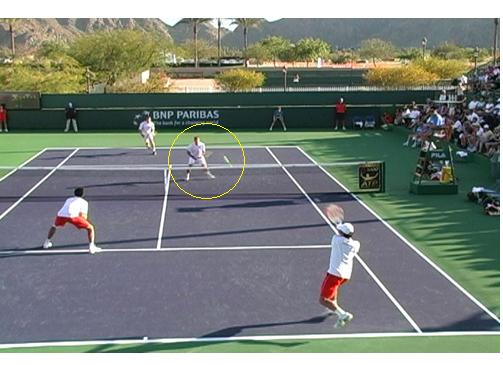
Helyezkedés a pályán páros mérkőzésen

A hivatalos versenyeken a versenykiírástól függően egyéni, női és/vagy férfi páros és vegyes páros mérkőzésekre kerül sor.
- Az egyéni versenyen minden esetben két férfi vagy két nő játszik egymás ellen. Nő és férfi egymás elleni játékára csak ritkán, bemutató mérkőzéseken kerül sor.
- A páros mérkőzéseken két főből álló férfi vagy női csapatok játszanak egymás ellen. Páros játék esetén a pálya szélesebb, mint az egyéni mérkőzéseknél, a két szélén levő folyosó is érvényes területnek számít.
- A vegyes páros mérkőzéseken a csapatokat egy férfi és egy női játékos alkotja. Tekintettel arra, hogy a férfi és a női versenyek külön szervezésben zajlanak, vegyes páros küzdelmekre csak a kiemelt versenyeken kerül sor: ilyen a négy Grand Slam-torna, 2012-től az olimpiai játékok, valamint a Hopman Kupa.

### Nem hivatalos játékformák
A szabadidős sporttevékenység közben előforduló, hivatalos versenyeken nem alkalmazott játékformák:
- Kanadai páros: amelynél egy játékos játszik két játékos ellen. Az egyéni játékos ütéseit a folyosót is magába foglaló szélesebb pályára helyezheti, míg a páros tagjainak ütései csak az egyéni versenyeknél használatos keskenyebb pályán belül érvényesek.
- Ausztrál páros: szabályai nagyrészt megegyeznek a kanadai páros szabályaival, azzal a különbséggel, hogy ebben minden játszma után cserélődik az egyedül játszó játékos személye. Ilyen módon minden játékos játszik egyedül és párban is. A leggyakrabban használt számolási mód szerint az a játékos, aki egyedül nyer egy játszmát, az két pontot, míg ha páros nyeri a játszmát, annak tagjai egy-egy pontot kapnak. A játék végén az a játékos nyer, aki a legtöbb így számolt pontot szerezte.
- Jordache-páros: három játékos részvételével zajlik, de mindig csak két játékos játszik, és játékonként cserélődnek. Egy játék megnyeréséért a győztes 5 pontot kap, míg a vesztes 3 pontot, ha a játékban deuce-ig jutott, 2 pontot, ha 30 pontot szerzett, és 1 pontot, ha 15-öt. Minden játék után a vesztes játékos cserélődik, és az új játékos döntheti el, hogy ki szerváljon a játékban. Az nyer, aki előbb éri el az 50 pontot. A pontok számolása folyamatos, azaz ha valakinek 49 pontja van, akkor a következő pontja megszerzése után, akárhogyan is áll az adott játék, megnyerte a játékot. 2005-ben kitalálták a mini-jordache játékot, amelyben 25 pont elérése szükséges a győzelemhez.
- Kerekesszékes tenisz: kerekesszékes versenyzők egyéni és páros formában is játszhatják. A labda visszaütés előtt kétszer is földre pattanhat, amely közül a második pattanás a pályán kívülre is eshet. Mind a négy Grand Slam-tornán rendeznek kerekesszékes versenyeket is.
- Minitenisz: a gyerekek számára rendezett minitenisz-játékokban kisebb a pálya és könnyebb a labda, amelynek mérete egyébként megegyezik a hivatalos teniszlabda méretével. A megkülönböztetés érdekében a könnyebb labdák keménységüktől függően más-más színűek. A könnyebb labda kevésbé magasra pattan és lassúbb, ezért megkönnyíti, hogy a kisgyerekek megtanulják a tenisz alapjait és megszeressék a játékot.

## Teniszversenyek
A legtöbb sportággal ellentétben tenisz kontinens- vagy világbajnokságok nincsenek, helyettük különböző országokban megrendezett nagyobb, jelentős hagyománnyal rendelkező versenyek vannak. A különböző erősségű versenyeken az elért eredménytől függően a versenyzők pénzdíjazásban részesülnek, és a verseny kategóriájától függő mértékben ranglistapontokat szerezhetnek.

### Grand Slam-tornák
A legrangosabb teniszbajnokságok a Grand Slam-tornák, négy van belőlük: Australian Open, Wimbledon, Roland Garros, US Open. Férfi és női egyéni, páros és vegyes páros versenyeket foglal magába. Ugyanilyen a kategóriákban mérkőznek a juniorok és a szeniorok is. A főtáblára egyéniben 128 játékos, a párosokban 64 pár kerülhet, akik kieséses rendszerben játszanak egymással. Ezeknek a versenyeknek az összdíjazása 20 millió dollár fölötti.

### Kiemelt versenyek
Jelentős torna a férfiaknál az ATP World Tour Finals (korábbi nevén Tennis Masters Cup), valamint a nőknél az ennek megfelelő WTA Finals, amely az év utolsó versenye, és csak az év 8 legeredményesebb játékosa kvalifikálhat rá. Összdíjazásuk 5 millió dollár. Fontos versenyek a férfiak Masters tornái és a nők WTA 1000 tornái, (korábban WTA Premier tornák néven), amelyek összdíjazása általában 2–2,5 millió dollár. Az egyetlen jelentős nemzetközi csapatverseny férfiak számára a Davis-kupa, a nők számára a Bille Jean King-kupa (korábbi nevén Fed-kupa). Ezeken öt mérkőzésen (4 egyes, 1 páros) mérkőzik meg egymással két ország csapata.

### Szériaversenyek
A férfiaknál az ATP World Tour 500 Series és az ATP World Tour 250 Series, míg a nőknél a WTA 500 és WTA 250 tornák (korábban WTA International tornák néven) kisebb összdíjazású versenyek, ez utóbbiak összdíjazása versenyenként 235 000 dollár.

### Junior versenyek
Az ITF a 13–18 éves korosztály számára nemzetközi junior versenyeket (Junior Circuit) szervez. Az ifjúsági korúak 14 éves kortól indulhatnak a már pénzdíjas Pro Circuit versenyeken. A világranglista-helyezéseknek megfelelően lehet nevezni a 10 000–50 000 dollár közötti összdíjazású Futures versenyekre (a ranglista 250. helyétől lefelé), valamint az 50 000–100 000 dollár közötti összdíjazású Challenger-versenyekre (általában a ranglista 71–400. helyezettjei). Az ifjúsági korosztály számára rendeznek egyéni és csapat Európa- és világbajnokságokat is. A Grand Slam-tornák mindegyikén megrendezik a junior egyéni és páros versenyeket is.

### A verseny bírái

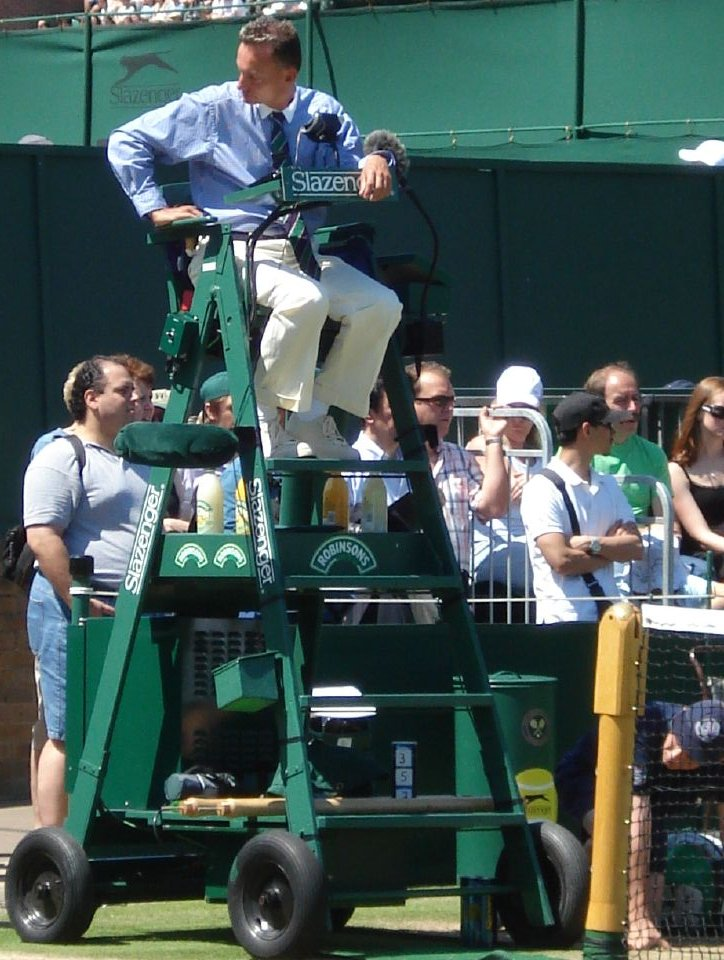
Teniszbírói szék Wimbledonban

A vezetőbíró (székbíró) biztosítja egy versenyen a szabályok szerinti játékot, a mérkőzés sportszerű, zavartalan lefolyását, valamint végzi a játékosok által szerzett pontok hivatalos számolását. Minden vitás kérdésben az ő döntése a mérvadó, amely a játékosok számára kötelező érvényű. A bíró tájékoztatja a mérkőzés elején a versenyzőket a főbb, valamint az adott versenyen alkalmazott speciális szabályokról, és kisorsolja az adogatást kezdő játékost. Mérkőzés közben annak eldöntésére, hogy egy ütést követően a labda a pályán belül ért-e földet, a vonalbírók segítenek neki. A vonalbírók döntését a vezetőbíró felülbírálhatja. A vezetőbíró annak érdekében, hogy a pálya távolabbi pontjait is jól belássa, egy magasított széken a pálya szélén, a hálóval egy vonalban ül. Egyes versenyeken, ahol a technikai feltételek erre biztosítottak, (egyre több helyen) a játékosok az elektronikus labdanyom ellenőrzést végző számítógépes rendszer, a „Sólyomszem” segítségét kérhetik annak eldöntésére, hogy a labda a játéktéren belül vagy kívül pattant-e le (challenge). A szabály az, hogy a játékosoknak 3 hibás challenge lehetősége van 1 szetten belül. A rövidített játékokban további (általában) 1 lehetőség adott az elektronikus labdanyom ellenőrzésre. Az előnyjátszmák esetén a 6–6-os állást követően a játékosok 12 game-enként három új lehetőséget kapnak. Ha a Sólyomszem a játékos véleményét igazolta, akkor nem vesztett a challenge-lehetőségeiből.

## Neves versenyzők
Az amatőr és a profi játékosok között fennálló rivalizálás sokáig nem tette lehetővé, hogy megfelelő, objektív rangsort lehessen felállítani a teniszezők között. 1968-ig a hivatásos játékosok nem indulhattak azokon a tornákon, amelyeket a nemzetközi vagy a nemzeti teniszszövetségek rendeztek meg.

### Férfiak

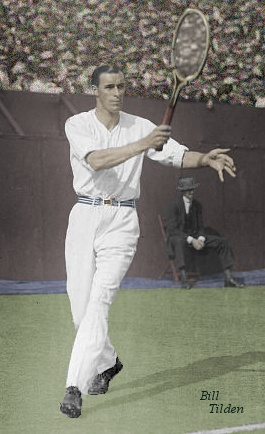
Bill Tilden

A sporthírességek csarnoka (International Tennis Hall of Fame) őrzi a tenisztörténelem legnevesebb versenyzőinek emlékét. A 20. század első fele legnagyobb teniszezőjének Bill Tildent tartják, aki 138 versenyen győzött, ebből 19 alkalommal Grand Slam-tornán. Az első amerikai volt, aki Wimbledonban győzni tudott. Három alkalommal a profi versenyzők legnagyobb tornáin is diadalmaskodott. Az első játékos, aki egy naptári éven belül megnyerte mind a négy kiemelt tornát, ezzel teljesítette a Grand Slam-et, Donald Budge volt, aki összesen 14 GS- és négy profi tornagyőzelemmel büszkélkedhet. Az 1940–1950-es évek legjobb játékosa Jack Kramer volt, aki nyolc GS-győzelmet és négy profi tornaelsőséget szerzett. Az 1950-es évek végén tűnt fel Pancho Gonzales, aki ugyan csak két amatőr GS-győzelmet szerzett, de emellett hét alkalommal győzött a profik legnagyobb versenyén. Donald Budge szerint ő minden idők legjobb játékosa.
Az open erában a legeredményesebb versenyző Rod Laver, aki 20 GS-győzelme mellett nyolc alkalommal győzött a profik között is. Ő volt a második a tenisz történetében Don Budge után, aki meg tudta csinálni a Grand Slam-et, és az egyetlen, akinek ez két alkalommal (1962, 1969) is sikerült. Az 1970-es években Björn Borg uralta az európai teniszpályákat, 11 GS-győzelmet aratva Londonban és Párizsban. Az egyetlen teniszező, aki három egymást követő éven belül győzni tudott a Roland Garroson és Wimbledonban. Ezen felül kétszer megnyerte az ATP World Tour Finals-t, az év legjobb nyolc versenyzőjének részvételével rendezett szupertornát. Pete Sampras összesen 14 egyéni GS-tornát nyert. Öt alkalommal győzött az ATP World Tour Finals versenyen. Andre Agassi volt az összesen kettő közül az első férfi versenyző, akinek sikerült a Golden Slam, azaz egy éven belül megnyerte mind a négy GS-tornát és az olimpiát is. Összesen nyolc GS-tornagyőzelmet szerzett pályafutása alatt, és egyszer győzött az ATP World Tour Finals versenyen is. Több szakíró őt tartja minden idők legjobb játékosának. A legnevesebb versenyzők között kell megemlíteni Rafael Nadalt, akinek másodikként sikerült a Golden Slam, és összesen 21 GS-tornát nyert, ezzel ő a rekorder a GS-győzelmek terén. Minden idők legjobb salakjátékosának tartják. Roger Federer és Novak Đoković 20 alkalommal szerezte meg a bajnoki címet. Federer győzött a legtöbbször, hatszor az ATP World Tour Finals versenyen. Sok szakíró és játékos szerint, és a TennisChanel 2012-es felmérése szerint is ő minden idők legjobb teniszezője.

### Nők

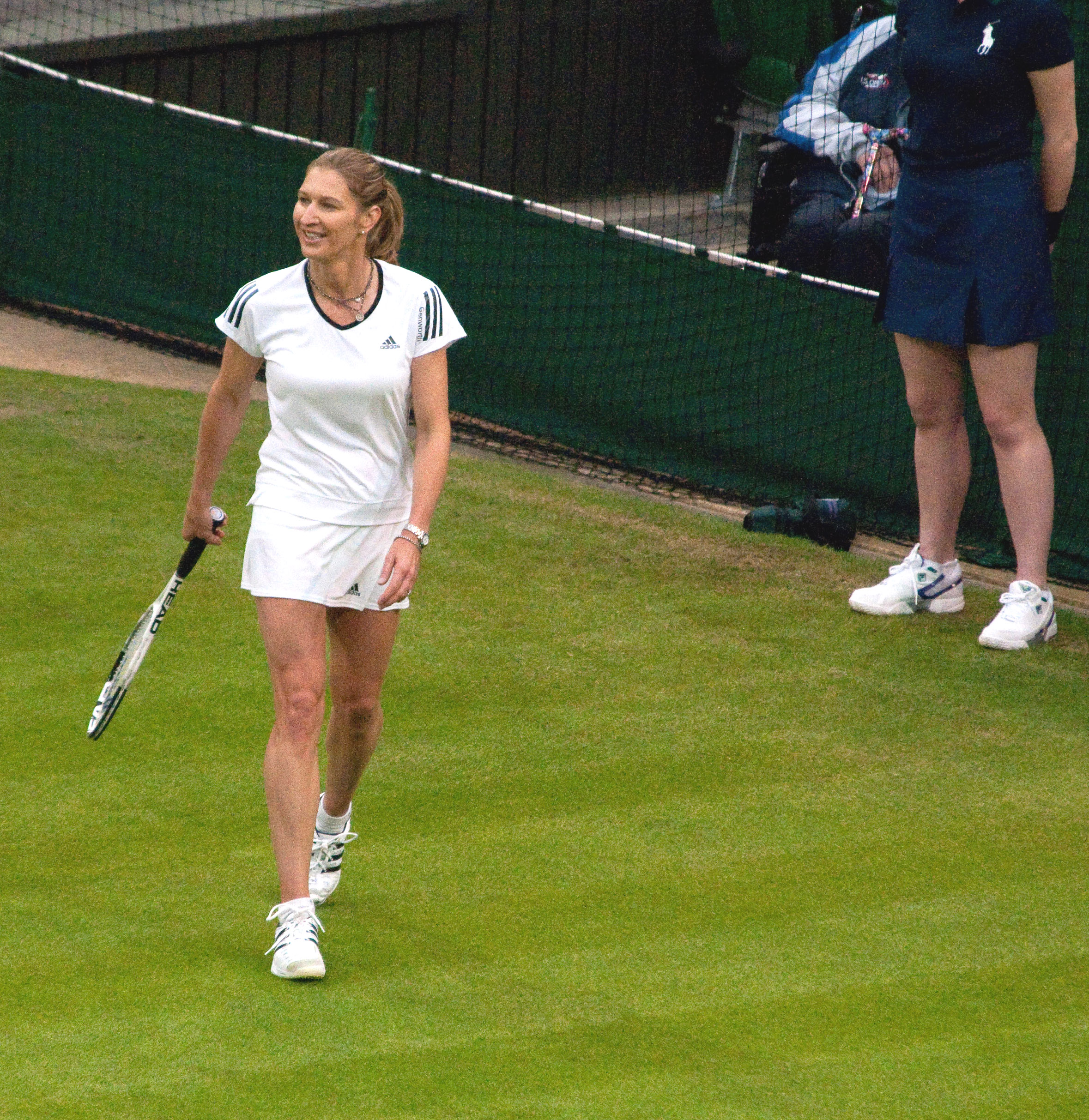
Steffi Graf

Az 1920-as évek francia világsztárja, a viszonylag fiatalon elhunyt Suzanne Lenglen, az első jelentős női teniszező nagyban hozzájárult a női tenisz sikeressé tételéhez. 1914–1926 között 31 Grand Slam-győzelmet ért el. 1926-ban Cannes-ban megnyerte az „évszázad meccsét” a következő évek nagy sztárja, Helen Mills ellen, majd egy évvel később visszavonult az amatőrök közül, és az „első hivatásos turné” kampányának élére állt Észak-Amerikában. Ennek ellenére a női tenisz még sokáig nem nyert létjogosultságot, az 1960-as évek végéig kellett várni arra, hogy a teniszezőnők beleszólhassanak az események sorába. 1970-ben azonban Billie Jean King kezdeményezésére az ATP mintájára létrejött a WTA (Women’s Tennis Association) is, ami egyben a hivatásos női tenisz létrejöttét is jelentette.
A Tennis Chanel szavazásán a 3. helyet, a nők közül a legjobbat Steffi Graf érte el, aki 22 egyéni Grand Slam-győzelmet szerzett, a nők között a második legtöbbet. 1988-ban a négy GS-győzelem mellett megnyerte az olimpiát is, ezzel a nők közül egyedüliként Golden Slam-et ért el. Ő az egyetlen teniszezőnő, aki a négy torna mindegyikét legalább négyszer megnyerte. A Tennis Chanel listáján közvetlenül őt követi Martina Navratilova, aki összesen 59-szeres GS-győztes, ebből 18 egyéni győzelem. Karrierje során összesen 369 tornát nyert. Margaret Court minden idők legeredményesebb teniszezője, aki 62 GS-tornát nyert meg, ebből 24-et egyéniben. Az első, aki egyéniben, párosban és vegyespárosban is Grand Slam-et ért el. Kemény borítású pályán minden idők legjobbjának Serena Williamset tartják. 2017-ig 23 egyéni és 14 páros GS-győzelmet szerzett, de még nem ért véget a pályafutása. Egyéniben és párosban is sikerült neki a karrier Grand Slam, és négy olimpiai bajnoki címmel is rendelkezik.

## Tenisz-világranglista
A tenisz-világranglista az egyes versenyeken elért eredmények alapján alakul ki, minden torna után bizonyos számú pontot adnak az adott versenyző eredményének és a torna nagyságának (a legtöbb pont például a Grand Slam-tornákért jár) megfelelően. A ranglistapontokat az előző 52 hét során szerzett pontok alapján állapítják meg. A rangsort a férfiaknál az ATP (Association of Tennis Professionals), a nőknél a WTA (Women’s Tennis Association) készíti. Magát a tenisz sportágat az ITF (Nemzetközi Teniszszövetség, Nemzetközi Teniszszövetség) irányítja.
A junior tenisz világranglista
A 18 év alatti junior korosztály számára az ITF külön, úgynevezett kombinált világranglistát vezet. E ranglistán kombináltan veszik figyelembe az egyéni és a páros versenyeken szerzett pontokat. A Pro Circuit pénzdíjas versenyeken szerzett pontokat már a felnőtt világranglistán is elszámolják. A junioroknál a pontozás módja és számítása megegyezik a felnőttek versenyei esetében alkalmazott szisztémával. 2015. szeptemberben a junior lányok kombinált világranglistáján az 1. helyre a magyar Gálfi Dalma került, míg a wimbledoni versenyen bajnoki címet szerzett párostársa Stollár Fanny szintén a Top10-ben, a 7. helyet foglalta el.

## Tenisszel kapcsolatos kifejezések
Néhány fontosabb kifejezés:
- Ász: olyan nyerő adogatás, melynél az ellenfél nem tud hozzáérni a labdához.
- Átemelés: a versenyző magas ívben üti át a labdát, átemeli a hálónál álló ellenfelén.
- Átfordítani egy ütést: tenyeressel visszaadni egy fonákra érkező labdát.
- Break (brék): amikor az egyik versenyző elveszi ellenfele adogatását.
- Breakpoint (bréklabda): csak egy pont kell ahhoz, hogy a versenyző elvegye az ellenfél adogatását.
- Challenge (sólyomszem): új technikai lehetőség, vitás esetekben a játékos kérheti, hogy ellenőrizzék, kint volt-e a labda.[78]
- Első és második szerva: minden labdamenetnél két lehetősége van az adogatónak adogatni. A necces szervát minden esetben újrajátsszák.
- Elütés: a versenyző elüti a hálónál álló ellenfele mellett a labdát.
- Hozni az adogatást: az adogató megnyeri az adogatójátékát.
- Kettőshiba: az adogató elrontja mindkét szerváját, így az ellenfél nyeri a pontot.
- Ki nem kényszerített hiba: indokolatlan rontás.
- Lábhiba: az adogató a labda elütése előtt rálép az alapvonalra, vagy azon belülre.
- Lecsapás: magasra érkező labda gyors lecsapása, amibe az ellenfél többnyire nem tud beleérni.
- Love game: ha a játékos az adogatójátékában nem veszít pontot ("nullára nyeri" az adogatását)
- Matchpoint (meccslabda): csak egy pont kell a meccs megnyeréséhez.
- Necc: a labda érinti a hálót, de nem akad meg benne, és utána a megfelelő adogatóudvarban pattan le. Az adogató újra ütheti a megfelelő szervát.
- Nyerő szerva/ász értékű adogatás: a fogadó beleér a szervába, de nem tudja visszaadni.
- Nyerő ütés: olyan ütés, amibe az ellenfél bele sem tud érni.
- Rontott szerva: a labda megakad a hálóban, vagy a megfelelő adogatóudvaron kívülre esik (out).
- Röpte: amikor a labdát úgy üti vissza a játékos, hogy az nem pattan le a saját térfelén. Általában a háló közelében végrehajtott ütés.
- Szerva-röpte játék: az adogató a szerva után rögtön felszalad a hálóhoz, hogy egy nyerő röptével befejezze a pontot.
- Tie-break: rövidített játék, a játszma (szett) eldöntéséért vívják 6:6-os állásnál.

## Megjelenése a művészetekben

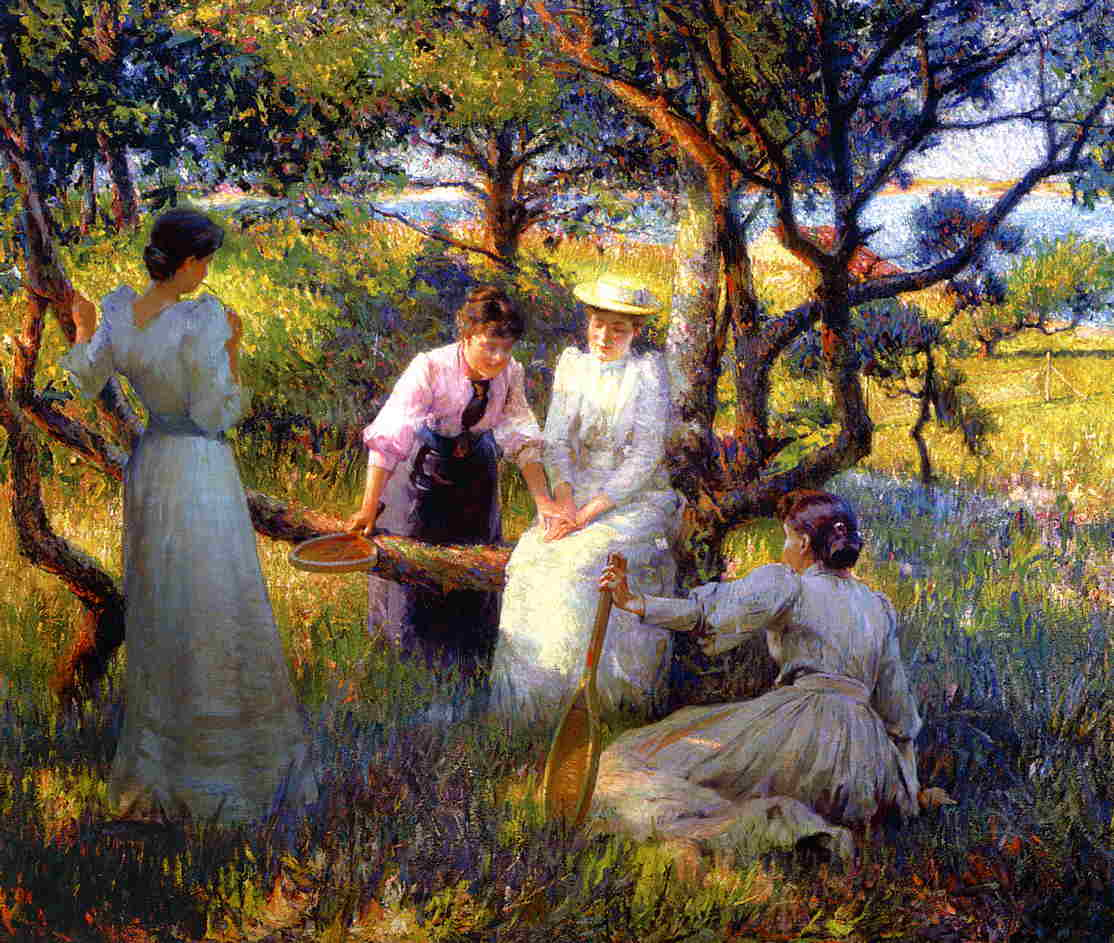
Robert Vonnoh: The Ring

A tenisz már a 16. század óta megihlette a művészeket, több grafika, festmény és szobor ábrázolja a játékot űzőket, pontos képet adva a korabeli felszerelésekről és öltözetekről. A 20. században több ország postája is jelentetett meg teniszezéssel kapcsolatos bélyegeket. A tenisz megjelent a filmművészetben és az irodalomban is.
David Foster Wallace amerikai író több regényében is szerepet kap a tenisz. A filmművészetben Woody Allen Oscar-díjra jelölt Match point, a Paul Bettany és Kirsten Dunst főszereplésével forgatott Wimbledon, a Tintahal és a bálna, valamint a Tenenbaum, a háziátok című filmek középpontjában egyaránt egy teniszjátékos áll. A tenisz ihlette A tenisz hercege japán mangasorozatot is.

## Rekordok
A leggyorsabb adogatást a férfiaknál az ausztrál Sam Groth ütötte 2012-ben, labdája 263,4 km/h sebességgel ért földet. A nőknél ugyanezt a rekordot 2014 óta a német Sabine Lisicki tartja 210,8 km/h sebességgel. A leghosszabb teniszmérkőzés 2010-ben Wimbledonban 11 óra 5 percen át folyt (többszöri megszakítással 3 napig játszották) John Isner és Nicolas Mahut között, amelynek végeredménye: 6–4, 3–6, 6–7(7), 7–6(3), 70–68. A nőknél 6 óra 31 percen át játszott 1984-ben Vicki Nelson és Jean Hepner. Az eredmény: 6–4, 7–6(11). A leghosszabb rövidített játszmában 70 pont született 2013-ban Benjamin Balleret és Guillaume Couillard döntő szettjében. Az eredmény 7–6(36–34), 6–1 lett. A nőknél 41 pont a rekord, amely a 6–7(19–21), 6–1, 6–1-re végződött 1999-es Emmanuelle Gagliardi–Tara Snyder-mérkőzésen állt elő.
A legfiatalabb női tornagyőztes az angol Tracy Austin, aki 14 éves és 28 napos korában győzött 1977-ben Portlandban. A legidősebb Billie Jean King, aki 39 éves, 7 hónapos és 23 napos korában érte el utolsó győzelmét 1983-ban. A legfiatalabb Grand Slam-győztes a nőknél Martina Hingis 16 éves 117 napos korában győzött 1997-ben az Australian Openen, a férfiaknál Michael Chang, aki 17 éves 110 napos korában győzött a Roland Garroson.

## Képgaléria

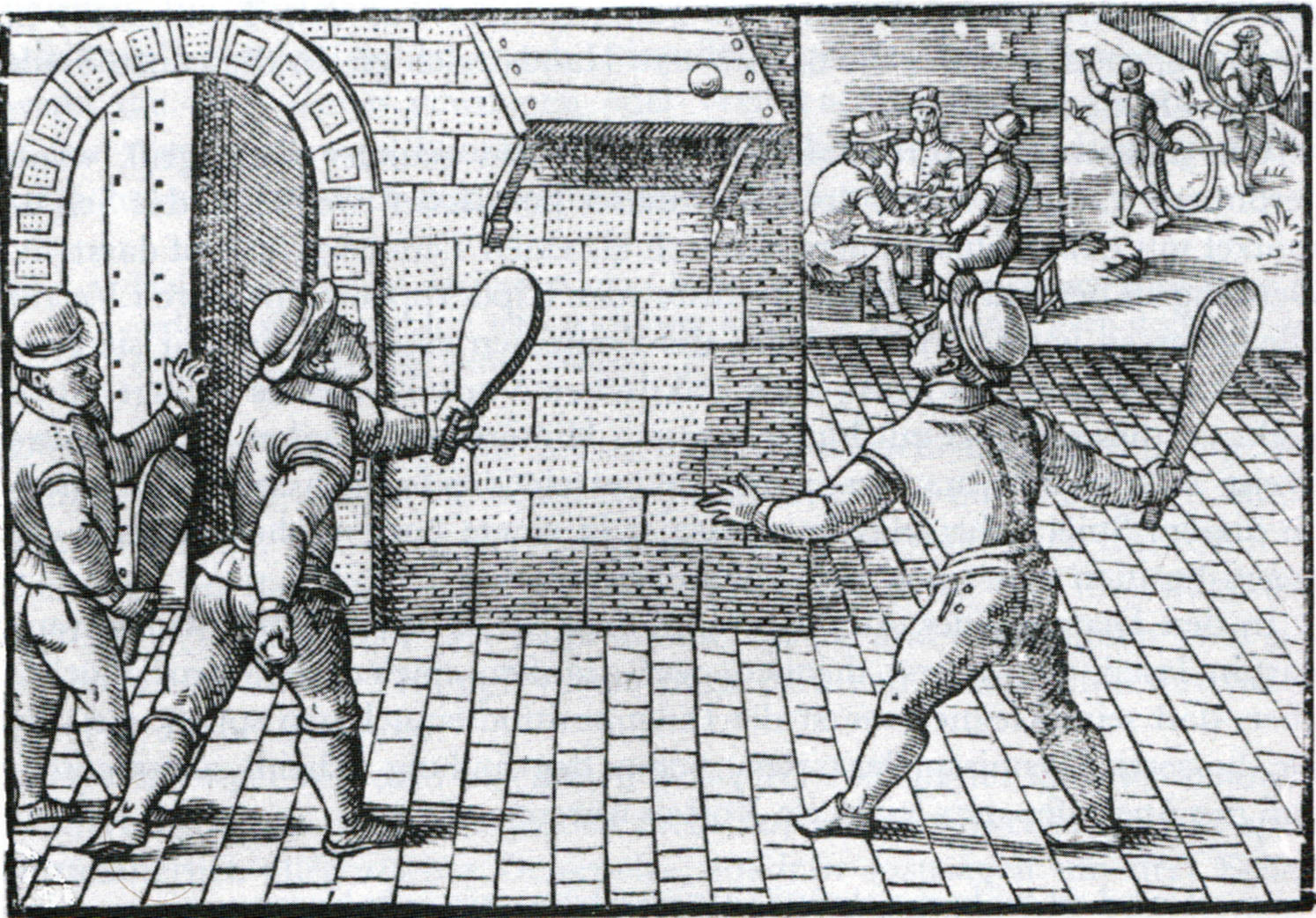
Tenisz Franciaországban (16. század)
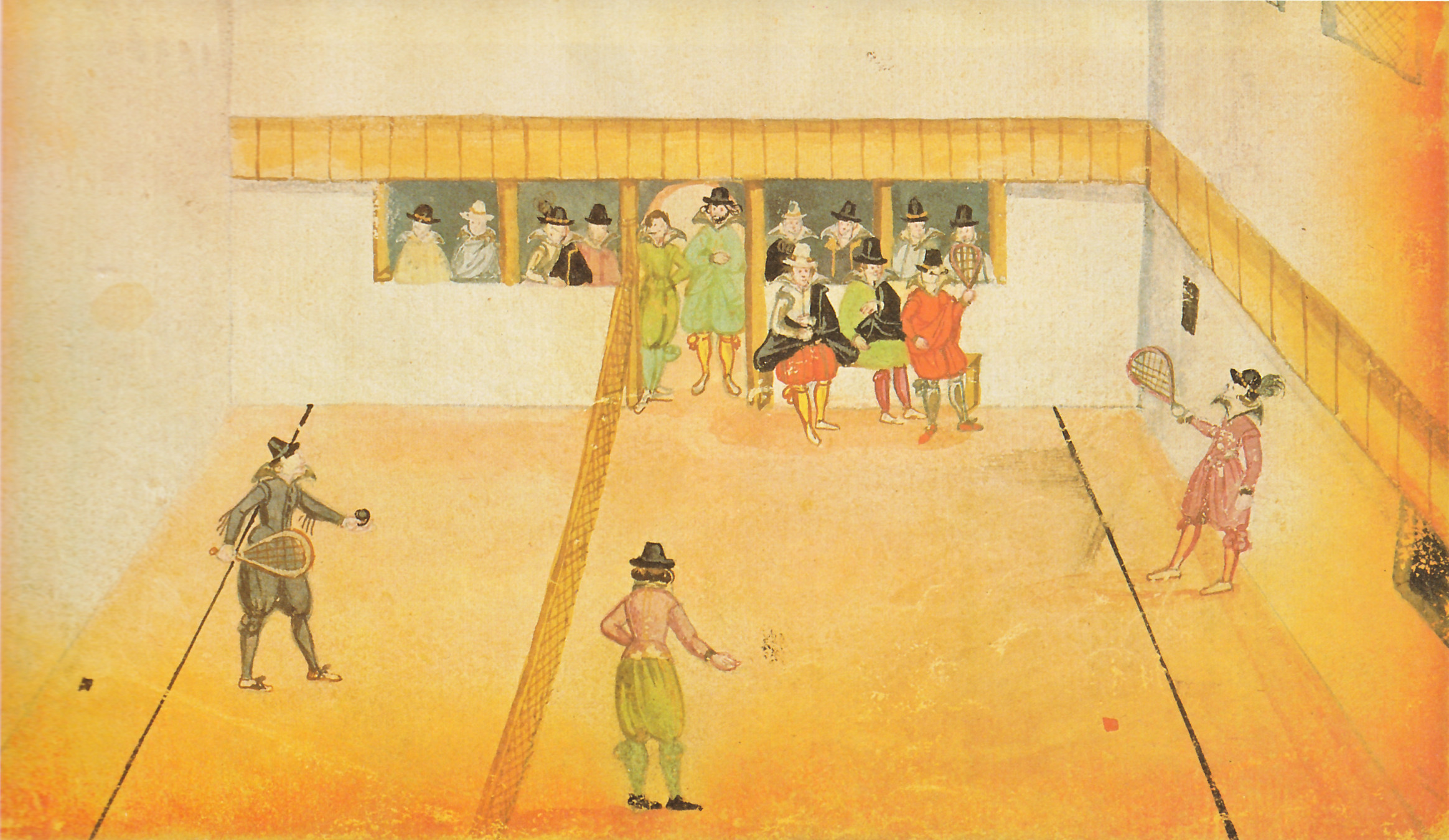
Reneszánsz tenisz (1610 körül)
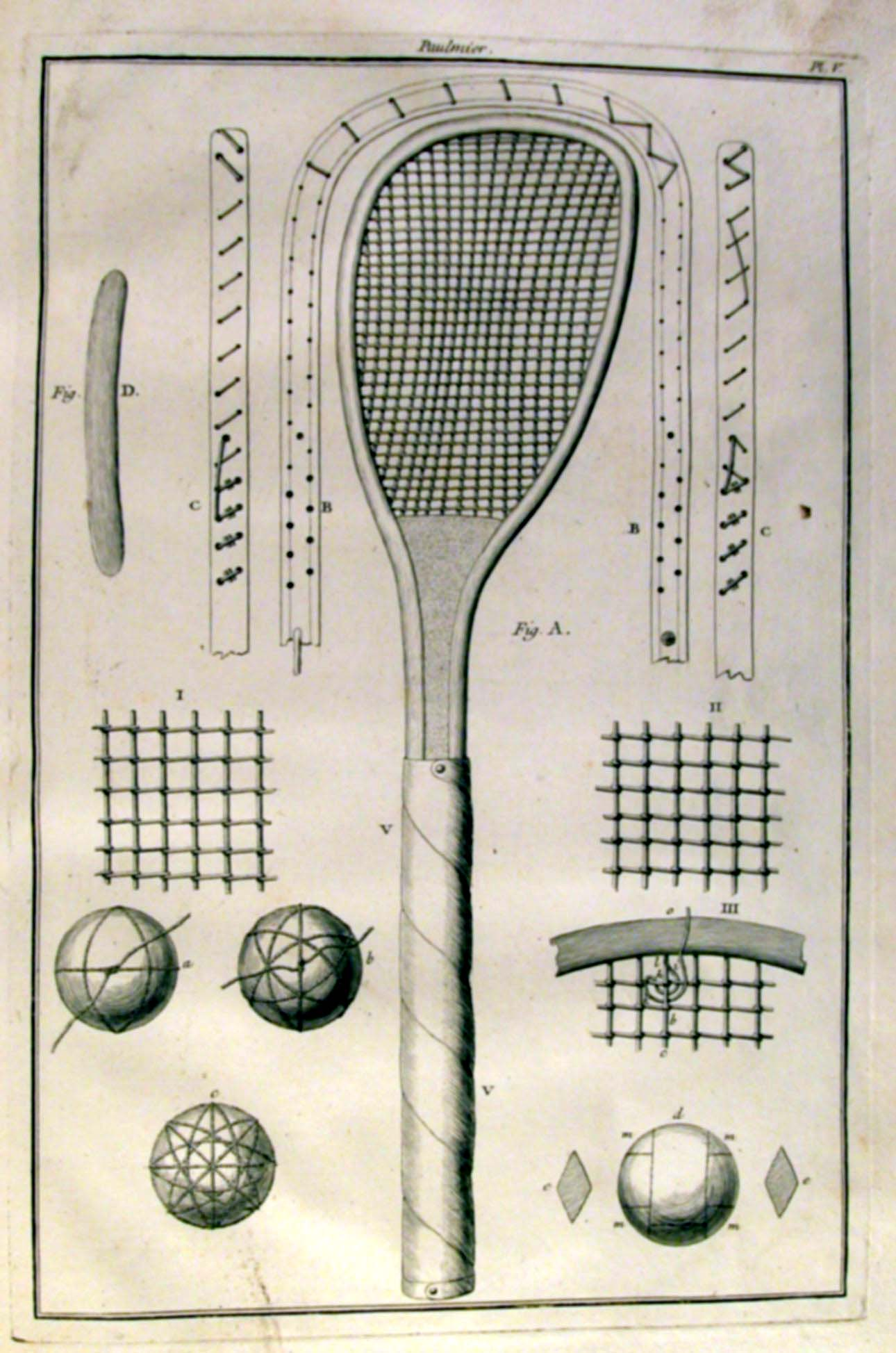
Teniszkészlet a 18. századból
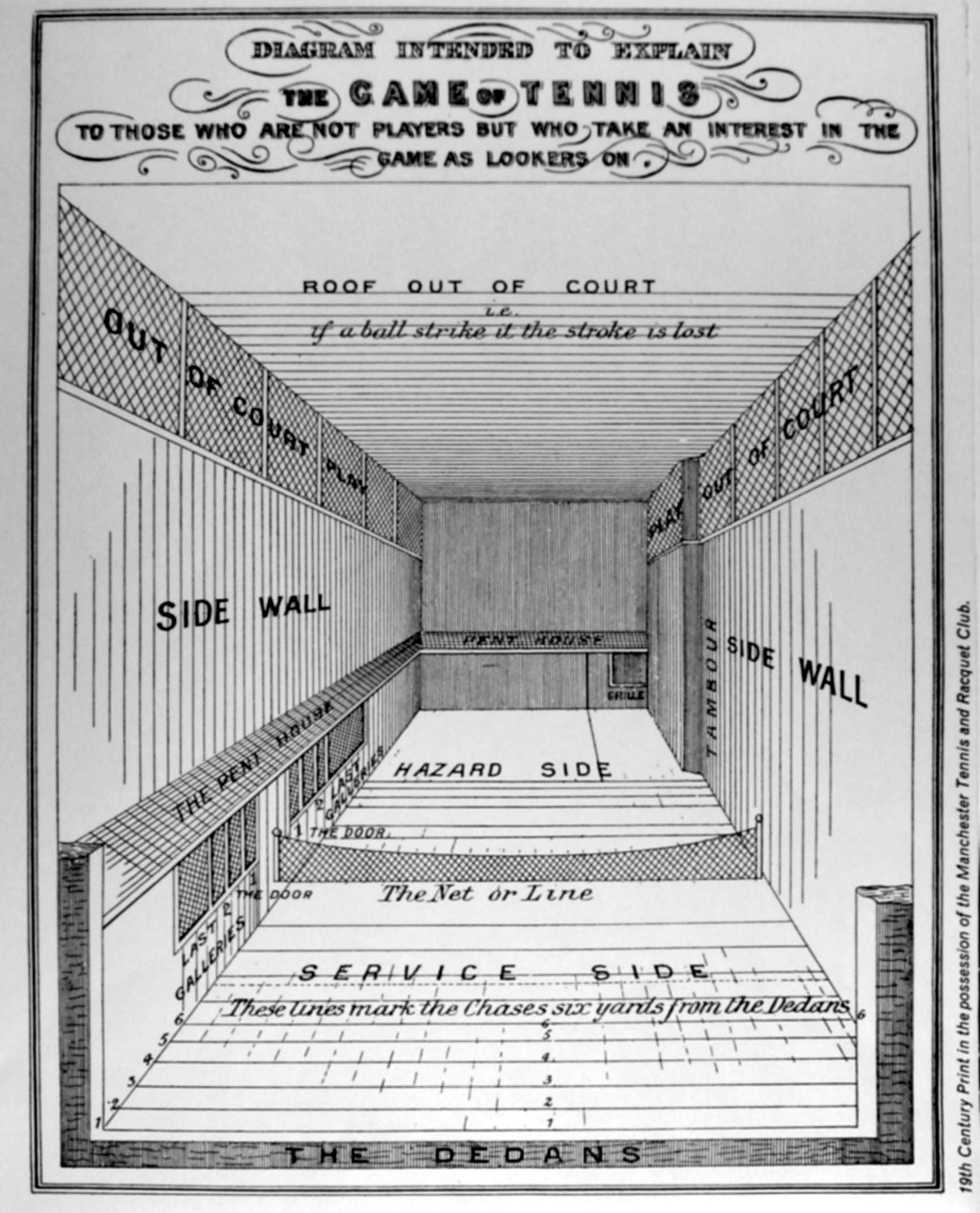
19. századi Jeu-de-Paume pálya
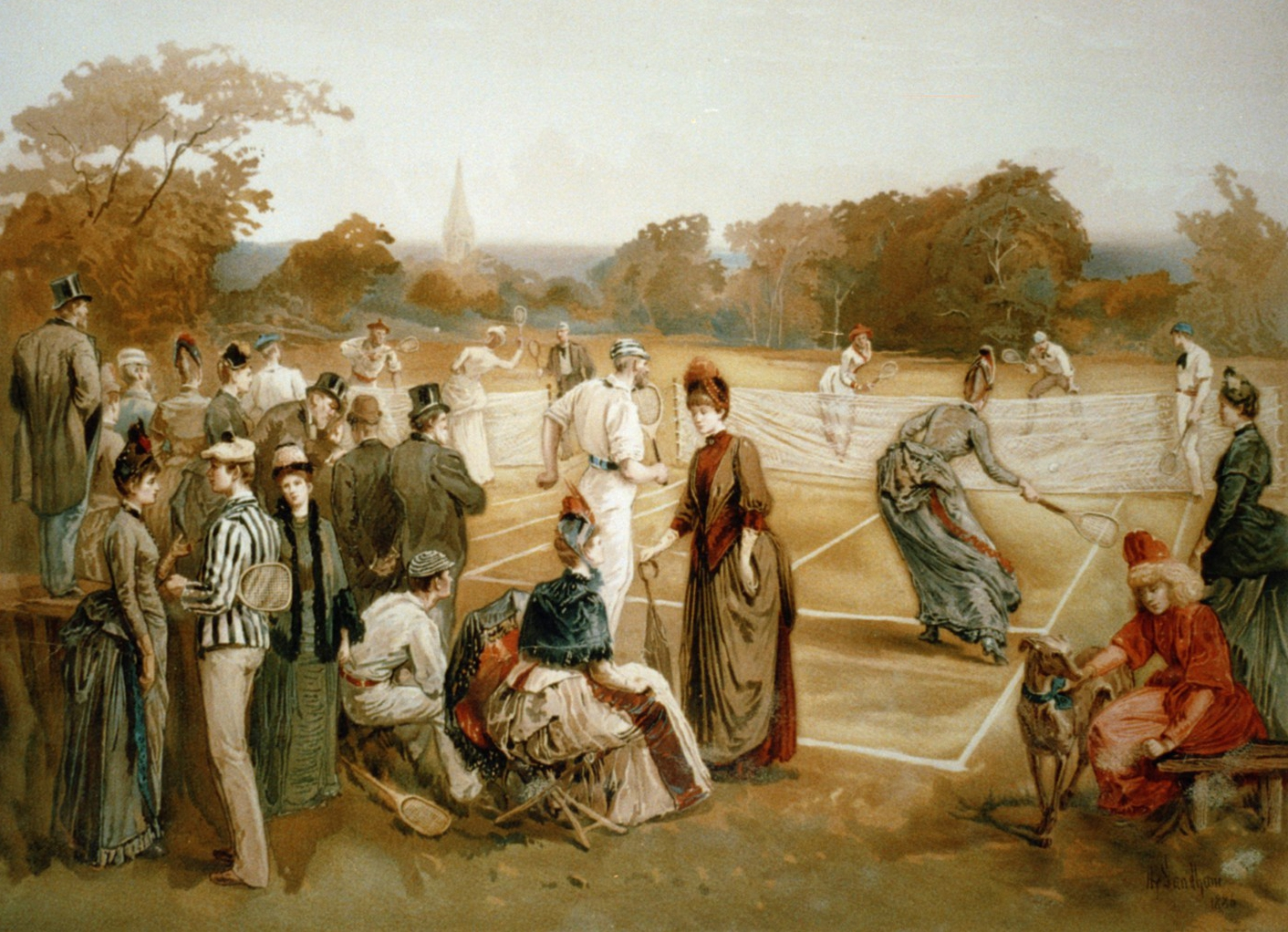
Lawn tennis 1887-ben
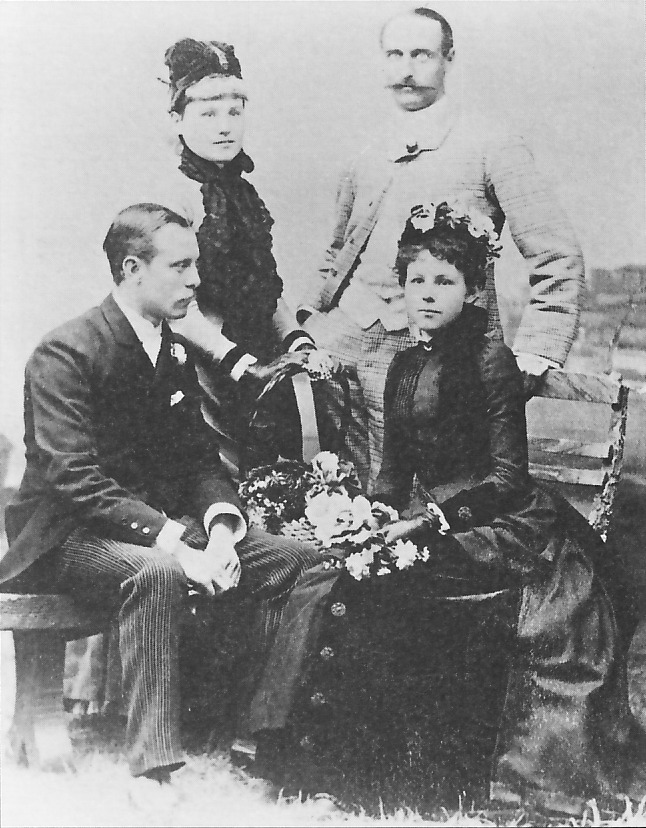
Wimbledon első győztesei (1884–1888)
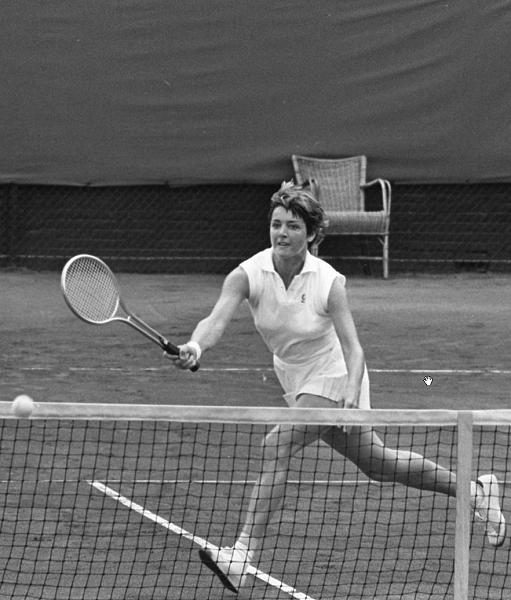
Margaret Court (1970)
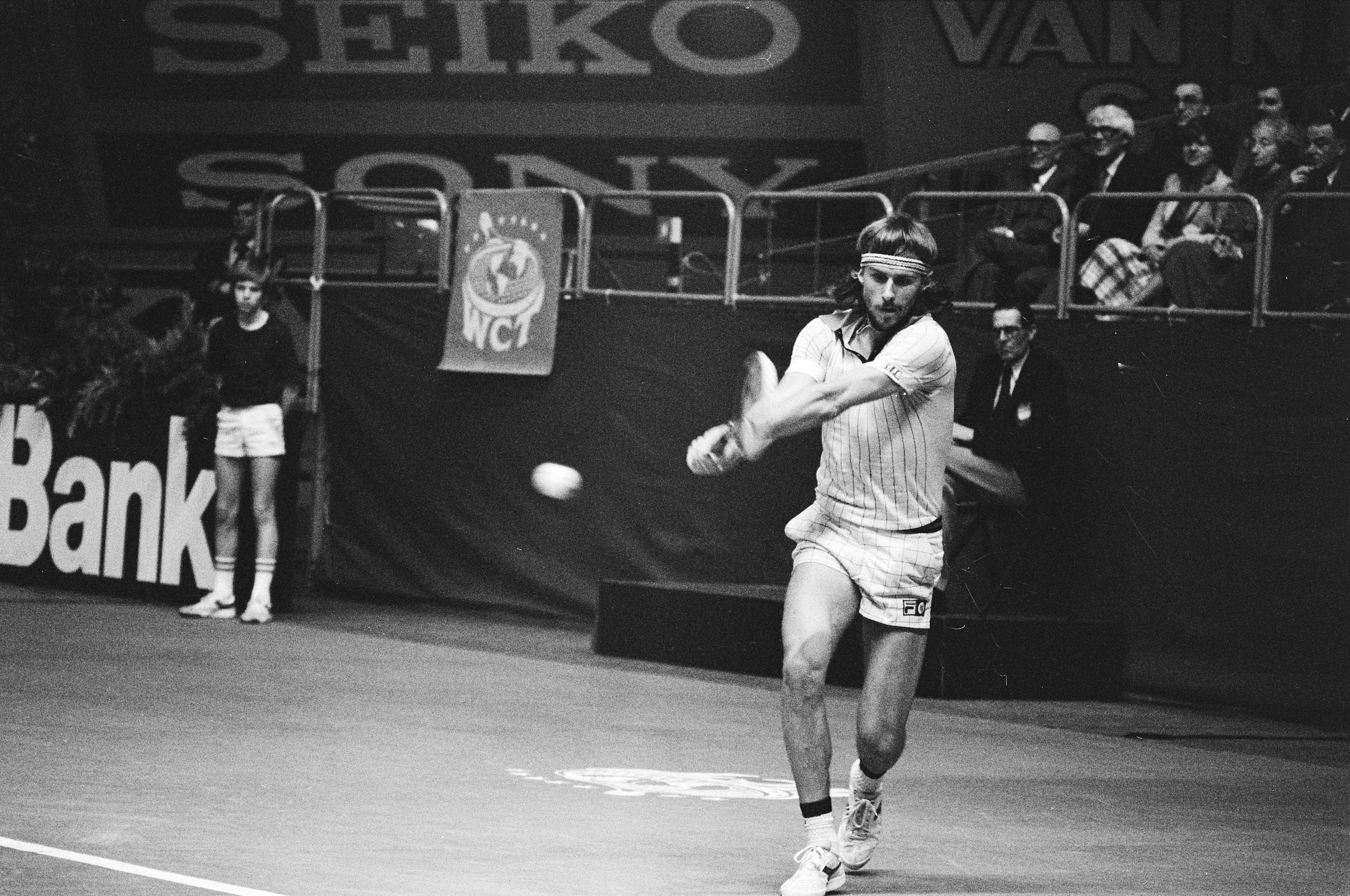
Björn Borg (1979)
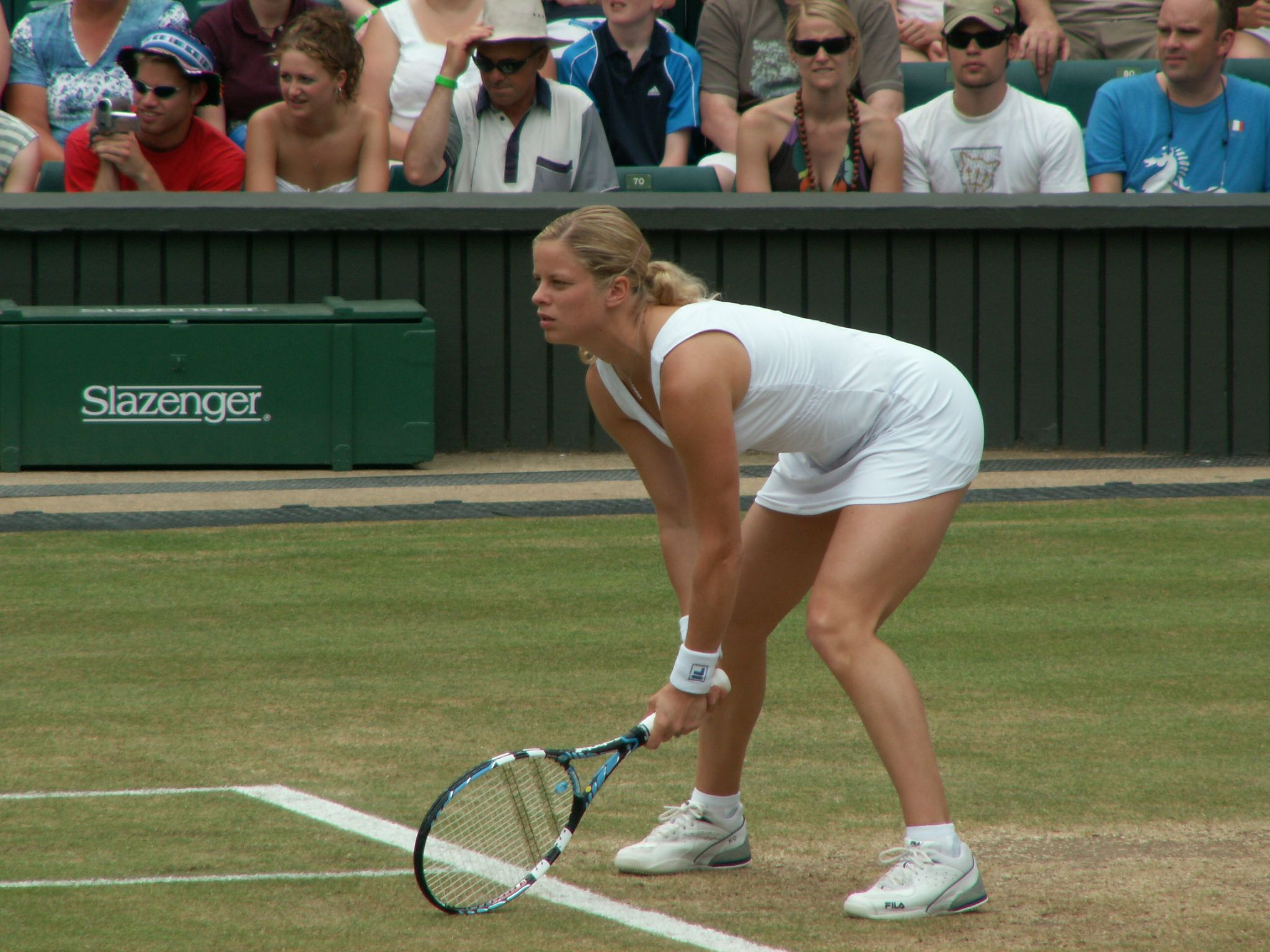
Kim Clijsters (2006)
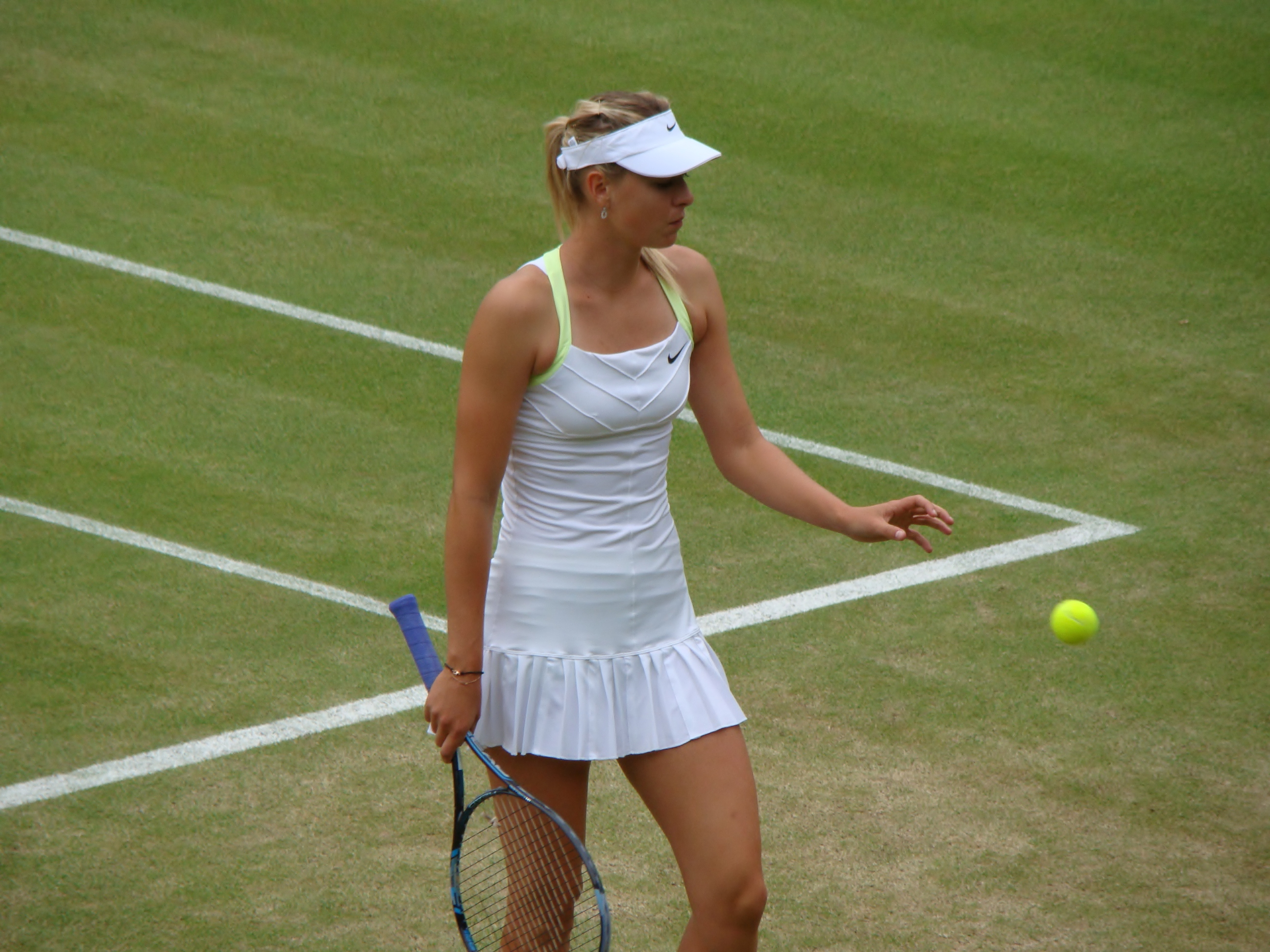
Marija Sarapova
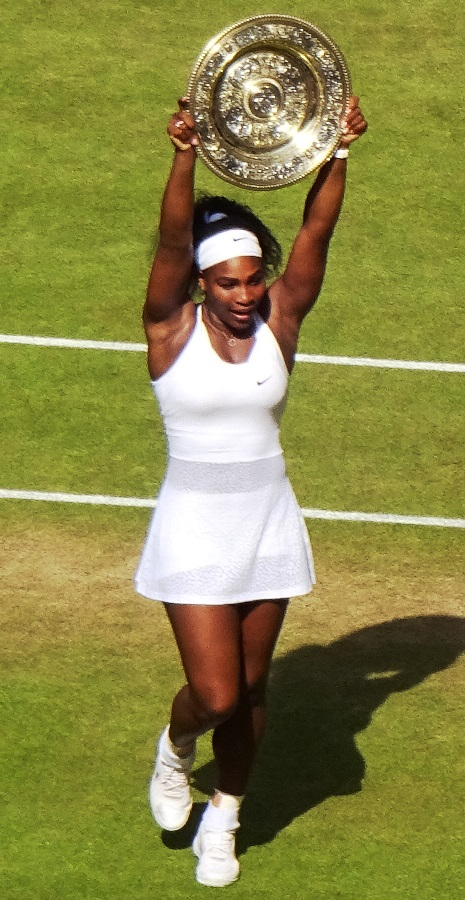
Serena Williams
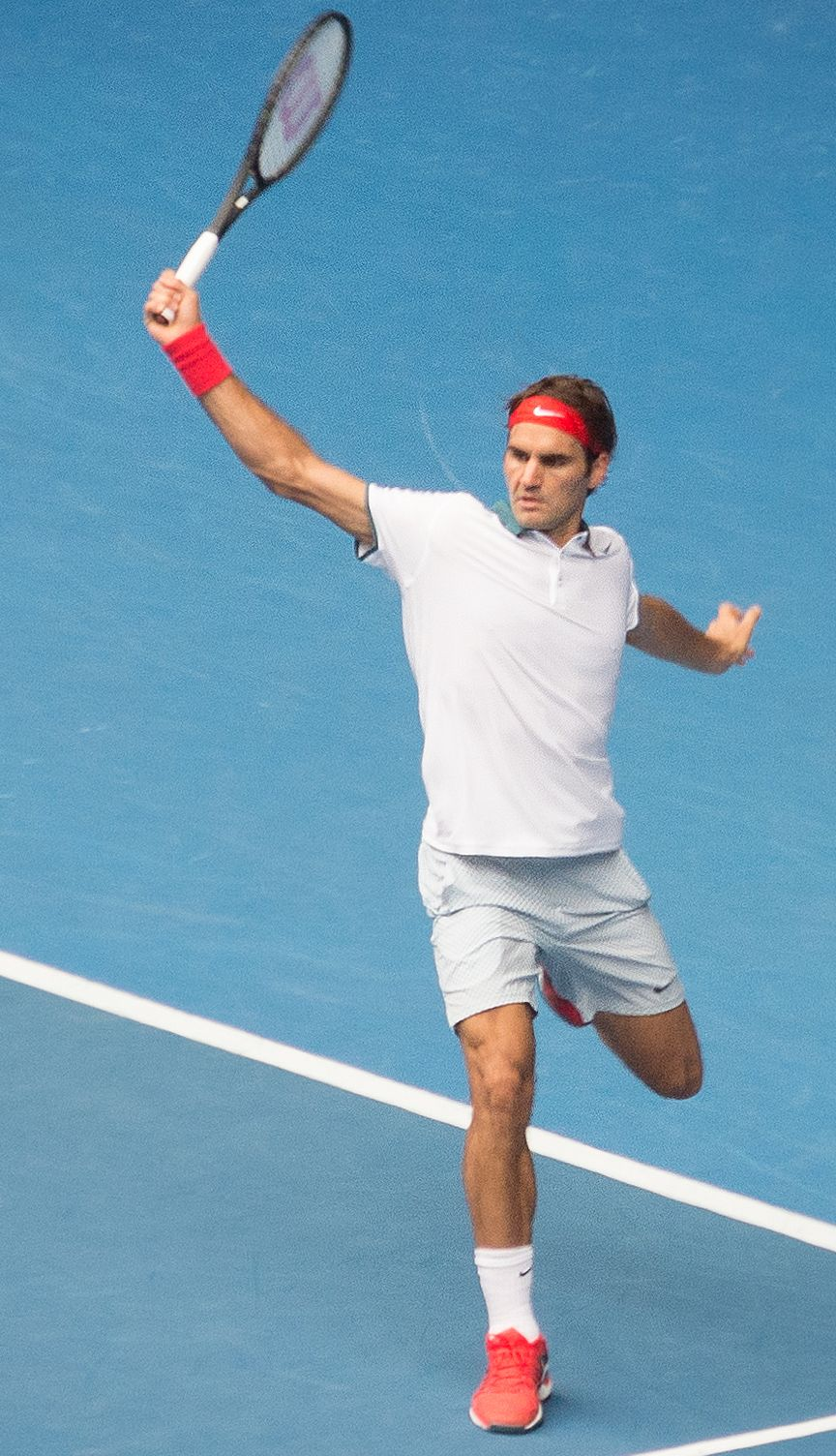
Roger Federer